# コードギアス 双貌のオズ
『コードギアス 双貌のオズ』（コードギアス そうぼうのオズ、CODE GEASS OZ The Reflection）は、アニメ『コードギアス 反逆のルルーシュ』を中心としたコードギアスシリーズ内で展開されるスピンオフ作品。

## 概要
映画『コードギアス 亡国のアキト』同様、時系列は『コードギアス 反逆のルルーシュ』第一期とその第二期『コードギアス 反逆のルルーシュ R2』の間に位置づけられている。それぞれ「オズ」の通称で呼ばれるオルフェウスとオルドリンの双子の兄妹それぞれの視点の物語が描かれている。
『月刊ホビージャパン』では2012年5月25日発売7月号よりフォトストーリー作品「SIDE：オルフェウス」が、『ニュータイプエース』では2012年5月10日発売Vol.9より、東條チカ漫画による「SIDE：オルドリン」が連載中（ニュータイプエース休刊後は『月刊コンプエース』に移籍）。2014年夏に前半のストーリーが終了し、秋より後編『コードギアス 双貌のオズO2』として、『反逆のルルーシュ R2』と同一時間軸で描かれる。
タイトルに「オズ」とあるが、劇中各所に『オズの魔法使い』をモチーフにしたと思しき部分が存在する。特に「SIDE：オルドリン」はそれが顕著であり、オズの魔法使いの登場人物に相当する立場の人物まで存在する。また、オルドリンが劇中で「Over the Rainbow」を歌う場面があることから、原典のみならず同曲を主題歌とする映画も参考にされている模様。

## ストーリー
皇暦2017年、日本が神聖ブリタニア帝国に占領されて属領「エリア11」となってから、7年が経過した。そこに仮面を被った謎の男・「ゼロ」が現れ、ブリタニアの支配に対する反逆の狼煙を上げる。しかし、ゼロ率いる「黒の騎士団」が起こした「ブラックリベリオン」（第一次トウキョウ決戦）は、ゼロの謎の失踪とともに失敗に終わることとなる。
超大国であるブリタニアを大きく震撼させかねないこの事件は、日本のみならず世界中に影響を与えることになり、敵対していた中華連邦やE.U.といった大国はもちろん、被支配下にある国々でも対ブリタニアを掲げたテロが頻発し、反抗の機運が高まっていた。
世界中のテロリストやキョウトのようなテロリスト支援組織と結びつき、テロを誘発させるテロリスト派遣組織「ピースマーク」では、他者に姿を変えるギアスを持つ青年・オルフェウス・ジヴォンもその一員として愛機のナイトメアフレーム (KMF) 「白炎（びゃくえん）」を駆り、世界各地でテロ活動に尽力していた。
そういった反抗の芽を、ブリタニアは圧倒的な軍事力によって徹底的に潰す決定を下す。ブリタニア第88皇女マリーベル・メル・ブリタニアは、赤をシンボルカラーとする対テロリスト遊撃機甲部隊「グリンダ騎士団」を結成すると、その騎士団長に就く。カールレオン級浮遊航空艦「グランベリー」を旗艦、エースパイロットとは名ばかりの新米騎士たちを主力とし、多数の実験段階のKMFが配備されたグリンダ騎士団は、世界各地のテロを鎮圧するための遊撃任務を与えられる。幼き日の約束を果たそうとしていた少女・オルドリン・ジヴォンも筆頭騎士として、キャメロットより授かった専用KMF「ランスロット・グレイル」を駆り、テロリストに果敢に立ち向かう。
そんな混沌とした情勢の中、中東にある小国で、同じ顔と同じ「OZ」の名前を持つ男女……オルドリンとオルフェウスが出会ってしまう。互いに刃を交える二人の前に、仮面の男ウィザードが黒いKMF「アグラヴェイン」で現れ、二人を退かせる。ゼロによって生み出された混乱の中、二人のオズはそれぞれの道を迷いながらも進んでいく。

## 登場人物
担当声優はニュータイプエース付録のDVDピクチャードラマ、書籍特典ドラマCD、各種ゲーム作品での配役。

### 主要人物
オルフェウス・ジヴォン / ライアー
声 - 鈴木達央
17歳。「SIDE：オルフェウス」の主人公。テロリストの少年。テロリスト派遣組織「ピースマーク」からの依頼を受けて行動する。「OZ」というコードネームを持つ。他者に姿を変えるギアスを持っているが、正確には「周囲の人物の脳に、自分を他人と誤認させる」だけで、本当に姿が変わってしまうわけでは無い。そのため、カメラやマイクなどの機械を通した場合は効果がないが、オルフェウスがマリーベルを討つ瞬間が民衆にはオルドリンに見えていたことから、増幅したことでカメラ越しにも効果を発揮するようになった。
苛酷で荒んだ環境で生きてきたために、若さと端整な容姿に反して、粗暴な言動が多いが、時折高貴な振る舞いや感性を見せることもある。またその境遇から自分にとって恩のある相手のことは後述するエウリアやハンガリーの小さな村同様に決して忘れない義理堅さや相手が何者であると弱者への暴力を許さない感情的な面もある。普段身につけている髪紐は、エウリアの形見である。
端正な容姿と紳士的な態度も相まり、マリーベルやミス・エックス、モニカを始め多くの女性に好意を寄せられている。また、美術品の詳細や、ラクシャータ・チャウラーの過去を知っているなど、かなりの博識で情報通でもある。KMFの操縦技術は作中でも最強と言っていいほど桁違いに高く、格闘戦から砲撃戦もこなせるオールラウンダーであり、特にKMFの機動力を限界まで引き出す高機動戦闘を得意としている。その戦闘力はナイトオブラウンズ（劇中ではモニカ、ジノ、アーニャの3人を撃破）や、プルートーンのリーダーであるオイアグロを打ち破るほどのものとなっている。
本人たちは与り知らないが、オルドリンの双子の兄で、顔の左側に泣き黒子がある。実家であるブリタニアの貴族家系「ジヴォン家」は、一子相伝の女系貴族であったために、産まれてすぐに平民の家に捨てられている。その後、ギアス嚮団に引き取られて実験台にされるが、恋仲となった少女・エウリアと共に脱走。その後、ハンガリーの小さな村で、彼女とささやかな幸せの日々を送っていたが、V.V.の差し向けたブリタニアの汚れ役を引き受ける秘密部隊「プルートーン」によって、エウリアは村の住民共々殺されてしまう。たった一人だけ生き延び、プルートーンに復讐をすべく、テロリストをしながらプルートーンの足取りを追って世界各地を回り続けている。
ベジャイア基地でオルドリンと遭遇した後に、ミス・エックスの情報でオルドリンのことを知る。香港基地の破壊ミッション後、ラクシャータから依頼された新型爆弾の調査のために、アッシュフォード学園の学生に成りすましてエリア11に潜入する。その最中に黒の騎士団の末端団員に拉致され、暴行を受けるマリーベルにエウリアを失った過去を重ねて助けた後、アッシュフォード学園で嚮団時代に面識のあったクララと再会し、黒の騎士団残党による学園占拠に居合わせる。ゼロを失い「凋落した黒の騎士団」を敵として駆逐するためにオルドリンらと一時的に共闘する裏で、エウリアを死に追いやったクララをオルドリンに化けて射殺した。
中華連邦でシュナイゼルの暗殺を謀るもオルドリンとオイアグロによって失敗し逃亡、追ってきたオルドリンと交戦し、KMFをウィザードのアグラヴェインによって機体を行動不能にされるもV.V.の介入で龍門石窟に飛ばされ、オルドリンと生身で戦う最中にウィザードがオイアグロであることを知る。そして、V.V.に射殺されたトトが死の間際にかけたギアスで嚮団に捨てられてからの記憶を失い、突入してきたマリーベルによって遺跡の崩落から救われた。
「O2」では仮面を装着し、エリア24総督となったマリーベルの新たな筆頭騎士「ライアー」として彼女に仕え、肉体関係にもあった。しかし、政庁を襲撃してきたジェレミア・ゴットバルトとの交戦でギアス・キャンセラーを受けてからは仮面によって完全に効果を受けなかったものの、僅かに覚えている女性（エウリア）がマリーベルとは別人であることに気付き、得体の知れない「力」の歪みを感じるようになり、自らの記憶について求めるようになってくる。その後、自身の本当の名前とオルドリンのことを思い出し、妹の姿でライアーを殺したと宣言し、エリア24を離脱。中華連邦で情報屋をしていたソキアの協力を得て龍門石窟へ向かい、再びオルドリンと交戦し、生身で対面することで僅かに覚えていた双子の妹であることを知り、記憶を取り戻す。束の間の兄妹の会話を交わした後、グリンダ騎士団と共にV.V.がけしかけたプルートーンを撃退する。
記憶が戻った後はエウリアの仇討ちを再開するが、虚しさからリーダーであるオイアグロの命だけは奪わなかった。その後、V.V.の死を知ると共に、ルルーシュの世界掌握後はルルーシュ暗殺を計画するコーネリアの依頼で、オルドリンと共にダモクレス制圧作戦に参加する。ダモクレスで再びオイアグロと対峙した後、マリーベルの真意に気付き、オルドリンにマリーベルを殺させないためにギアスでオルドリンの姿を映してマリーベルを刺し、エウリアの形見である髪紐をオルドリンに残して去って行った。
ゼロレクイエムの後に母オリヴィアの墓を訪れており、彼女の墓前にライアー時代の仮面をナイフで刺した形で供えている。
テロリストという立場上KMFを乗り換えることが多いが、主な搭乗機は白炎（後に可翔白炎→烈火白炎→業火白炎と改良）とヴィンセント・グラム（予備機としてサザーランド・グリンダ）。
『コードギアス 奪還のロゼ』では、第3幕より登場。ウィキッド・セレモニー後も生存しており、マリーベルと共にケープタウンに滞在していたことが判明。突如現れたロキの大群を目の当たりにし、業火白炎で迎撃に出る。なお、先のウィキッド・セレモニーの後も何らかの戦闘を経験したようで、右目には眼帯を付けており、右肩にも傷跡がある。
『新潔のアルマリア』では、「エージェント新月」と接触し、生存した経緯や、右目と右腕の感覚を失ったことが語られた。
オルドリン・ジヴォン
声 - 浜崎奈々
17歳。「SIDE：オルドリン」の主人公。ブリタニア貴族であるジヴォン家出身。まだうら若い美少女で戦闘経験も浅いが、幼馴染みでもあるマリーベルの結成した対テロリスト遊撃機甲部隊「グリンダ騎士団」にて、筆頭騎士（ナイト・オブ・ナイツ）を務めている。仲間からはオズの愛称で呼ばれることもある。
貴族の家に生まれ育ったために、プライドが高く気高いが、努力家としての側面も持っている。ラウンズを輩出したこともあるジヴォン家の血筋から、兄と同様KMFの操縦技量は非常に高い。格闘戦に限定すればオルフェウスと互角に渡りあい、最終的にはラウンズのノネットに勝利するまでに腕を上げる。ただし、砲撃戦の不得手や実戦経験の差などから、オルフェウスには総合的な戦闘力では劣る。身体能力もスザクに引けを取らず、KMFの銃撃を躱して飛び移るほど高い。
オルフェウスの双子の妹で、彼とは反対に顔の右側に泣き黒子がある。しかし、オルフェウスは生まれてすぐ平民の家に捨てられているために、中華連邦で相まみえるまで彼女はそのことを知らなかった。直接対面するはるか以前の少女時代、立ち入ってはいけないと言われていた場所でマリーベルと共に「オルフェウス・ジヴォン」と記された墓を見つけていたが、トトの忘却のギアスによって忘れている。
幼馴染みであるマリーベルの親子とは親交が深かったが、マリーベルが謎の少年を城内に招き入れてしまった結果、少年が引き起こした爆発によって屋敷は炎に包まれ、自らの母親と妹を死なせてしまった彼女の心を守るために、自分が少年を招いたと嘘をつく。しかし、その口を封じるべくプルートーンの首領だった母オリヴィアが刺客として放たれ、叔父のオイアグロに救われるが、幼いオルドリンの目には優しい叔父が家を奪うために母を殺した凶行に映っていた。この一連の事件はオルドリンの大きなトラウマになると共に、彼女がマリーベルの本当の騎士になることを決意する所以になり、マリーベルとの信頼関係も強い。しかし、彼女が自らの怨念を晴らすために多くの命を蔑ろにしている本質に気づかず、エリア11や中華連邦で互いの信念から徐々にすれ違いが生じていく。
当初は「力無き者の笑顔を守る」という信念の元で「マリーベルの剣」として戦っていたが、次第に自らの行いが信念からかけ離れていくことを感じ、ウィザードから自分の戦ってきたテロリストもまた「民衆」であることを突きつけられ、慟哭する。
エリア11で黒の騎士団に遭遇した後、中華連邦の反体制勢力「紅巾党」の決起に遭遇、市民を守ろうとするが、テロリスト殲滅を優先するマリーベルと諍いを起こしてしまう。そして、オルフェウスによるシュナイゼル暗殺を阻止し、紅巾党の再びの決起に対してもオルフェウスを追うことを優先し、KMFを失っても生身で戦い続け、ウィザードとオルフェウスの正体を知る。そして家族同然でもあったトトを喪い、今際の際の彼女のギアスでジヴォン家を追われてからの記憶を失った直後、遺跡の崩落からオイアグロにより救われる。
「O2」ではオイアグロの援助により、エリア24のマドリード租界にある帝立ペンデルトン学園に通っている。マリーベルのことは忘れているものの「マリー」という名だけはわずかに覚えており、親友となったマリルローザを同じ「マリー」という愛称で呼んでいる。記憶喪失に悩みながらも学生生活を送っていたが、偶然出くわしたテロ事件で無抵抗の民をテロ撲滅のもとに殲滅するブリタニア軍に対し怒りを抱き、見つけたアマネセールに乗り込み敵を撃破、KMFの搭乗に従って僅かに記憶が戻る。その能力を見込んだフェルナンドにスカウトされ、ブリタニア人として自国の行いを正すべく「マドリードの星」に加わる。しかし、その後のマリーベル拘束作戦にて、マリルローザとフェルナンドはリドール・ナイツによって殺され、自らも仮面の騎士となっていたライアーことオルフェウスに追い詰められてしまうが、ウィザードに救われる。
離脱後に、ウィザードが母を殺した叔父のオイアグロであると共に、記憶を失った自分を援助してくれていた「白羽根帽子のおじさま」であることも知る。オイアグロから学生に戻るか、「真実」を知るために共に旅に出るかを聞かれたオルドリンは旅に出る道を選ぶことになり、暴力を振りかざす者たちから民衆を守りつつ世界を回り、その中でオルフェウスとエウリアが身を寄せていたハンガリーの村にも訪れた。そして、龍門石窟へ向かうべく道中の中華連邦の空港で、ペンデルトン学園でクラスメイトだったミス・エックスと再会する。
龍門石窟でオルフェウスと再会し、互いの記憶を共有した後に記憶を取り戻す。その後、オルフェウスに同行していたソキアも合流してプルートーンを撃退した後にソキアと共にグリンダ騎士団に復帰し、マリーベルが力を持たない世界を作る信念と同時に、「マリーベルの剣」から「力を持たない人々の剣」となることを誓う。
復帰から間もなくオルフェウスとトトの一件を始め、「紅巾党の乱」に端を発するグリンダ騎士団の変化と共有したオルフェウスの記憶にいたV.V.からギアスの存在に気付く。その後、復活したゼロの動向を口実に内外から脅威と見なされるマリーベルを周囲の目から反らすためにレオンハルト、ティンク、ソキアと共にエリア24を訪れていたノネットの指揮下に入り、第二次トウキョウ決戦に参戦、フレイヤに巻き込まれかけたナナリーの脱出艇を守り抜いた後に、カンボジアでシュナイゼルと合流する。しかし、咲世子の脱走をきっかけにシュナイゼルに疑念を抱き、ノネットと共にグリンダ騎士団ごとブリタニアを離れ、オルフェウスと共にコーネリアに協力する。
ダモクレスでシュバルツァーを討ち、マリーベルと対峙した後に彼女の真意と、それを察した兄の意志を悟る。ゼロレクイエムの後はマリーベル・メル・ブリタニアを討った英雄という二人の願いを受け、戦後も存続している「グリンダ騎士団」の団長として活動する傍ら、子供達の保護もしている。平時はこれまでの髪型だが、出撃時にはオルフェウスが遺したエウリアの髪紐で、「マドリードの星」に在籍したころと同じポニーテールにしている。
『復活のルルーシュ』では、映像だけだがオイアグロやノネットやグリンダ騎士団の主要メンバーと共に、扇要とヴィレッタ・ヌゥの結婚式に出席している。
主な搭乗機はランスロット・グレイル（後に第二次トウキョウ決戦仕様→ハイ・グレイルへ改修）とアマネセール。
『奪還のロゼ』では第3幕より登場。ソキアと共に、ブリタニア共和国で軍人を続けており、ロキの出現時はその迎撃に動く。
マリーベル・メル・ブリタニア
声 - 内田真礼
17歳。神聖ブリタニア帝国の皇女にして、皇位継承権第88位。「グリンダ騎士団」騎士団長と、その旗艦「グランベリー」の艦長を兼任し、前線で指揮を執っている。幼少期からの付き合いであるオルドリンとは絶対的な信頼関係で結ばれており、互いに親友以上とも取れる感情を抱いている。
愛らしい外見と普段の振る舞いから、温和な人物と誤解されがちであるが、状況判断能力や戦略立案などにおいて、常人を遥かに凌駕している切れ者。また、KMFの操縦技術においても、スザクと同じオールSという破格の適性を誇る。過去の経緯からテロリストへの憎しみは強く、毅然として立ち向かおうとする姿勢を崩さないが、その憎悪ゆえに民間人はおろか部下の命すら全く省みない命令を下すことも多く、テロ殲滅を何よりも優先する彼女の方針と無抵抗の市民を守ることを優先するオルドリンとの衝突にも繋がっていく。
プライベートでは本気で怒らせるとかなり怖く、オルドリンでも容赦しない。自らの手を血で染める覚悟や外見からは想像出来ない卓越な指揮能力など、その素養から異母兄であるシュナイゼルからはルルーシュと同等の関心を寄せられている。
幼少期、母が妹にばかりかまうことが面白くなく、離宮を訪ねた少年を母を困らせたくて招き入れたことで離宮が爆破され、母と妹を間接的に殺してしまう。さらに事件の真相の調査を父である皇帝シャルルに嘆願するも「2人が愚かだったせいだ」と一蹴されたことに激高して剣を向けたことにより、皇位継承権を剥奪され、ギアスで記憶を書き換えられる。以来、憎しみの対象をテロリストに向け、軍学校で指揮官としての技能を磨き、卒業後はシュナイゼルに対テロリスト部隊の必要性を提唱し、シャルルの許しを得て第88皇女として復帰した後に、グリンダ騎士団を設立する。一方でオルドリンにのみ、父への憎悪も打ち明けている。
ハレースタジアムの占拠事件時には、異母妹のカリーヌが保有していたランスロット・トライアルに搭乗。自ら前線で戦い、高い戦闘力を発揮している。この事件後、畏敬と憧憬を込めて「英雄皇女」、「真紅の戦姫」と呼ばれるようになった。しかし、この戦いの中でトトを人質にされて降伏を要請されるが、これを跳ね除けており、先述の彼女の方針である「戦場で戦う者は血を浴びる覚悟が必要」の中の「血」には、「自分の判断で犠牲となった仲間や部下の血」さえもが含まれているのが暗に示された。
その後、中華連邦との外交に赴くシュナイゼルと合流する前にエリア11を訪問するが、黒の騎士団の末端兵に拉致され、自身も抱く憎悪に直面して暴行を受けるが、すんでのところでオルフェウスに救われ、オルドリンと瓜二つの容姿の彼に惹かれる。その後、かつてオルドリンと共にジヴォン家本邸の裏にある森で見つけた墓に同じ「オルフェウス」という名前が刻まれていたことを思い出し、ブリタニア貴族の間で双子の片方が皇族であろうとも例外無く排除されてきた風習から、オルフェウスがオルドリンの双子の兄である事実に気付いてしまう。
中華連邦では紅巾党の決起に対して、シュナイゼルの護衛を優先して民間人を見殺しにする命令を下した結果、オルドリンたちからは命令無視をされる。さらにシュナイゼル暗殺未遂事件時は、オルフェウスの打倒に固執した彼女によって再び重大な任務を放棄されてしまったために、それまでの彼女への信頼は憎しみへと変わってしまう。紅巾党鎮圧後、本拠地のあった遺跡でその崩落から意識を失ったオルフェウスを救ったが、その目の前にV.V.が現れ、契約する。
「02」では、中華連邦での実績に伴ってエリア24となったスペインの総督に就任する。しかし、V.V.との契約によって「絶対服従」のギアスの力を手にした結果、完全にその力に溺れ、「力による健全な支配の檻が内と外から民衆を守る」とし、全てのナンバーズを人間と見なさないまでに倫理観が破綻して秩序を名目にした殺戮しか行わず、ブリタニアの内外を問わずに命を狙われ、その行動や考えは以前よりも破滅的になっている。テロリストの潜伏するゲットーを都市区画ごと殲滅する非道なまでの徹底ぶりから、かつての「英雄皇女」としての面影は失われ、エリア24全ての住民たちから完全に恐怖や憎悪の対象としてエリア24の紛争をかえって悪化させ、シュナイゼルやナイトオブラウンズからも警戒されている。
さらには騎士団内でも、行方不明になったオルドリンを探そうともせずに出自が不明であるオルフェウスことライアーに仮面を付けさせる形で新たな筆頭騎士にするという越権行為と、虐殺の繰り返しで古株のレオンハルトの反発、ソキアとエリシアの除隊を招き、孤立に等しい状態にある。マリーベル自身も心の拠り所とし、肉体関係を結んでいるオルフェウス以外の人間を全く信用していないが、そのオルフェウスですらも彼の暴走したギアス能力を利用してオルドリンに見せかけるなど、排他的な部分がある。
ギアスを手にしたことでシュナイゼルや皇帝がギアス能力者である可能性、さらにクロヴィスが死を装い、ギアスをもってゼロになった可能性を疑うようになり、V.V.を当面の敵と定めていた。その矢先にジェレミアのギアスキャンセラーによって母と妹の死に関わる真相を思い出すが、その苦しみから逃れるように「リドール・ナイツ」による殺戮を開始、ツーフォーの皆殺しすら口にしたことでライアーだけでなく、レオンハルトとティンクにも反旗を翻された。
オルドリンが復隊したころには、自分が母と妹を死なせた事実とライアーとオルドリンを復讐の道具にした後悔から情緒が不安定になり、さらにギアスも過度の使用で暴走し始める。オルドリンたちがエリア11にいるころに現れたウィザードと互いの過去と真相を語り合った後、罪を共有すべくウィザードを騎士にし、「ウィキッド・セレモニー」を計画する。
ルルーシュの即位時には、その場にいなかったためにギアスを免れ、スペインの名を取り戻したエリア24諸共自らルルーシュの軍門に下り、その真意に気付いたルルーシュからKGFを受け取り、エルファバと名付ける。
ルルーシュの世界掌握後はスペインでダモクレスの護衛を行い、ゼロレクイエム時にエルファバで二人のオズと対峙、ダモクレスの鍵をオルドリンに見せて自らその剣に斬られようとするが、真意を察したオルフェウスと共に機体から落下し、行方を眩ました。
その真意はダモクレスと自身を恐怖の象徴とし、オルドリンに自らを殺させることで彼女を争いの目を見張る番人とすることであった。ルルーシュと同じくギアスを得て同じ道を辿ることとなった彼女の真意は、ルルーシュと共犯者のウィザード以外には当初オルフェウスのみが寸前で気づき、後にオルドリンも二人の真意を悟った。彼女自身はこれを「呪い」と称するが、オルドリン本人は「呪い」ではなく「願い」と受け取っている。
V.V.との契約によって得た「絶対服従」のギアス能力は、ルルーシュの「絶対遵守」のギアスが一過性で命令を実行し終えたら正気に戻り、その間の記憶を喪失するのに対し、彼女のギアスは相手の自我は完全に消滅し、従順な人形となってしまう。マリーベルはこれを「リドール・ナイツ」に所属する88人の騎士たちに使用し、ヴィンセント・グリンダのみで構成された殺戮機械部隊へと作り上げている。さらに側近のシュバルツァーにもギアスを使用して、自分を抑制する人間を完全に排除してしまう。
主な搭乗機はランスロット・トライアルと、トライアルをコアユニットとしたKGFエルファバ。
『奪還のロゼ』では第3幕より登場。オルフェウスと共に生存しており、ケープタウンに滞在している。
『新潔のアルマリア』では、「エージェント新月」と接触し、生存した経緯や、これまでの記憶を失ったことが語られた。
ウィザード
29歳。魔法使いを自称し、二人の「オズ」を翻弄する謎の仮面の男。オルフェウスとは、彼がオルドリンと出会う以前からの知り合いである模様。オルフェウスとオルドリンが初めて顔を合わせた際にKMFで戦場に乱入し、今はまだ戦うべき時ではないことを告げている。
その正体はオルフェウスとオルドリンの叔父で、古くからブリタニアに仕えてきたジヴォン家の現当主・オイアグロ・ジヴォンである。ジヴォン家は、表向きはブリタニアの下級の貴族家系だが、実態はブリタニア皇家に陰ながら忠誠を誓い、一切の汚れ役を引き受ける秘密結社「プルートーン」の長を務める一族であり、ウィザードを名乗るオイアグロもまた、プルートーンのリーダーとしての裏の顔を持っている。オルドリンの幼少期の記憶では、母や執事と口論を繰り返しながらも自身には優しくしてくれた存在として慕われていた。
ジヴォン家が代々女系貴族であったために、オイアグロは過去にジヴォン家の全てを手に入れるべく、オルフェウスとオルドリンの実母でもある自らの姉オリヴィアを抹殺している。しかし、自らが生き延びるためとはいえ、実の姉を死に追いやったことに内心では苦悩しており、さらにはギアス嚮団の命令で、オルフェウスとエウリアを抹殺しようとした行いから、自らのしてきたことに憎悪を抱くようになり、自らの破滅に繋がることを知った上で、仮面の男・ウィザードとしてピースマークの大口スポンサーとなっている。また、プルートーンそのものが滅びることを望んでいる節さえある。
しかし、ジヴォン家乗っ取りの裏にはマリーベルの事件の真実を知るオルドリンを殺す刺客としてオリヴィアが放たれ、姪の命と彼女の母としての心を守るべく殺した真相があった。しかし、甥から愛する女性を、姪から母を奪った罪悪感から、二人が普通の双子として笑い合えることを何よりも望むようになる。また、KMFの操縦技量も非常に高く、白炎とグレイルの戦闘に介入して一撃で両機を沈黙させている。なお、生身の戦闘力についてもラウンズにも引けを取らないと評されており、二刀流の剣術を得意としている。
ジヴォン家の当主となってからは大型KMFの開発に出資をしており、砲撃中心の大型KMFを近接戦闘向けにしたギャラハッド系統によって、ランスロット系統が開発競争から淘汰されると考えている。また、剣の腕に加えて卓越した経済手腕から、経済面の剣士と揶揄されることもある。しかし、彼が当主となってからはその経済的手腕からジヴォン家の資産が充実したことで、地位を守るためにプルートーンの任務を引き受ける必要もなくなっていき、V.V.からも問題視されていた。
『O2』ではエリア24にある帝立ペンデルトン学園の理事長を務めており、貧しい者でも教育を受けられるよう活動している。記憶を失ったオルドリンを保護しており、彼女からは「白羽根帽子のおじさま」と呼ばれ慕われている。ブリタニア貴族の傍らウィザードとしての活動も続けているが、ビスマルクにはその正体を気付かれている。そんな中、エリア24のマドリードの星と大グリンダ騎士団の戦いにウィザードとして駆けつけ、唯一生き残っていたアマネセールを救出するが、パイロットが学生として暮らしているはずのオルドリンであったことに気づき、驚愕する。目覚めた彼女に自身が彼女の母（姉）を殺した叔父のオイアグロであることに気付かれ、黙ってその剣を受けようとしたが、懐から落ちた手紙によって「白羽根帽子のおじさま」であることも知られる。ためらうオルドリンに「学生に戻る」か「『真実』を知るために旅に出る」かの選択肢を与えたオイアグロは、「旅に出る」選択を選んだ彼女と共にエリア24を出て、世界各地へと渡ることになる。
紅巾党の乱以後は、独自にV.V.とギアスについても調査をした結果、自分の命令なしに動くプルートーンの動きに疑念を抱き、遂にV.V.とギアスにたどり着き、二人が記憶を取り戻すのと同時期にV.V.を強襲するが逃げられてしまう。オルフェウスとオルドリンが記憶を取り戻した後、マリーベルに謁見して互いの罪を共有すべく、彼女の騎士になる。
ダモクレスで再びオルフェウスと対峙するが敗れ去り、死を覚悟するが復讐を終えたオルフェウスはとどめを刺さなかった。ゼロレクイエムの後はオルフェウスの願いに応えるべく、ノネットと共に「グリンダ騎士団」でオルドリンを補佐している。
オイアグロとしての搭乗機はプルートーン仕様のサザーランドで、ウィザードとしての搭乗機はアグラヴェイン。

### ピースマーク関連
ズィー・ディエン（紫電）
20歳。中華連邦出身。「ピースマーク」と関係を持っているテロリストの一人である青年。同じく、ピースマークの依頼で行動するオルフェウスと共闘することが多い。勝手にオルフェウスの兄貴分を気取っているが、当の本人からは相手にされないことが多い。しかし、KMFのパイロットとしての技量は、カスタマイズされたとはいえ旧式機であるグラスゴーでオルフェウスと巧みな連携を見せる点からも優秀で、また自らが土産として購入した紅茶を彼が気に入って飲んでいるといった描写からも、気の許せる間柄なのは確かである。料理や食材に関してはうるさいらしく、大量の食材を買い込んで呆れているガナバティに対し、「君子は道を謀りて食を謀らずだ」と語っている。
古くは中華連邦に生まれながら、幼少から各国を転々として育ち、ブリタニアと中華連邦が共同統治するタイの闇社会でKMFを用いた賭け試合で「ゼッド・ザ・タイガー」の通り名で呼ばれる不敗のチャンピオンとなっていた。だが、その彼をピースマークに勧誘するミッションを受けて賭け試合に出場したオルフェウスと接戦を繰り広げ、さらにそこへ踏み込んだブリタニア軍の攻撃からオルフェウスとの共闘で生き延びたことを機に、ピースマークの一員となった。
こうした出自から、裕福な上流階級といった俗に言う「恵まれた人間」が嫌いである一面を持つ。ベルリンでのネーハ救出ミッションに際しては不満を露わにしているが、彼女もまた不幸を経験したものの一人である事実を知ってからは、態度を改めるようになる一方で、オルフェウスとの件でからかったりもしているなど、良好な関係を築いている。また、ブリタニア語など複数の言語は話せるものの逆に中国語は中途半端にしか話せず、中華連邦本国と地理的にそれほど遠く離れていない香港租界では「言葉が半分くらいしか通じない」と発言している。
「O2」では中華連邦でオルフェウスの捜索を行っており、合流後もコンビを組む。グリンダ騎士団と同盟を結んだ後は、ダスコやリーフォン、ファイヤーボールズなどと共にダモクレスへの強襲に参加する。全てが終わった後は、リーフォンと共に料理店を開いているが、料理の下手な彼女に苦労させられている模様。
搭乗機は独自にカスタマイズが施されたグラスゴーだが、敵軍の機体をオルフェウスのギアスで騙し取り、現地調達することもある。また、これらで戦っていた時は射撃戦を主眼に置いた戦法をとっていたが、本来は刃物系の武装を用いた近接戦闘を得意としており、後に自らの搭乗機として月下紫電を受領してからは、その本領を発揮していくことになる。
ガナバティ
声 - ボルケーノ太田
55歳。インド出身。「ピースマーク」と関係を持っている技術屋兼商人。オルフェウスを個人的に高く買っており、彼からの仕事の依頼を最優先で引き受けようとする懐の広さを持つ。また、大金を積めさえすれば、完璧な整備の施されたKMFを用意してくれるなど、商人としての腕も優秀である。
ミス・エックス / ミスティ・イクス
声 - 種﨑敦美
年齢不詳だが、本人曰くオルフェウスとオルドリンよりは年下らしい。国籍不明。「ピースマーク」からの依頼を伝える仲介人を務める謎の美女。妖艶さと幼さを合わせたような仕草を見せることが多い。また、オルフェウスには本気で好意を寄せている。
「O2」ではオルフェウスの行方を捜してエリア24へ渡っており、「大グリンダ騎士団」と「マドリードの星」の戦闘に遭遇、オルドリンと出会いミスティ・イクスとしてペンデルトン学園に通う傍らで「サハラの牙」のグラスゴーを「マドリードの星」に提供する。「マドリードの星」が壊滅した後は行方をくらましていたが、中華連邦でミス・エックスとしてオルドリンと再会する。
コーネリアの計画に参加し、ダモクレスへの奇襲作戦を共に練り上げ、決戦へ赴く前に自らの本名をオルフェウスに告げ、告白する。
その正体に関しては最後まで具体的に語られなかったが、面影がどこかマリーベルに似ていてかつオルフェウスとオルドリンよりも年下、記憶を失っていた時期のオルドリンからも「誰かに似ている」と評されている点や「02」のラストでマリーベルの墓所と思われる場所で佇んでいる点からも、その正体は爆破テロで死んだはずのマリーベルの妹・ユーリア・メル・ブリタニアではないかという説がある。

### 神聖ブリタニア帝国

#### ブリタニア軍

##### グリンダ騎士団
トト・トンプソン
声 - 和氣あず未
16歳。ジヴォン家にメイドとして仕えていた少女で、オルドリンやマリーベルとは、友人としての付き合いも長い。グリンダ騎士団では、グランベリーのKMFオペレーターを担当する。身分上は名誉ブリタニア人であるが、ジヴォン家の威光で名誉騎士証を持っているのでKMFにも搭乗することが出来、スポーツ用に回収されたグラスゴーやグロースター・グリンダに搭乗している。
普段は温和な性格をしているが、芯は強い。オルドリンこそが正当なジヴォン家の後継者であると認めており、彼女についていく形で自ら軍に入っている。スタジアムの占拠事件時には人質にされた上、マリーベルの判断によって命の危機に陥るが、レオンハルトの到着で命を拾った。
実はギアス嚮団から送り込まれたオルドリンの監視役であるギアスユーザー。しかし、監視対象であるオルドリンを始めグリンダ騎士団の面々に強い感情移入もある。オルフェウスやその恋人のエウリアとも顔見知りで、エウリアのことは「お姉様」と深く慕っていた。かつては彼やエウリア、クララと共に嚮団から脱走したこともあったが、クララが裏切って嚮団に密告するのを止めることが出来ず、結果的にプルートーンの襲撃でエウリアが死んでしまったため、負い目を感じている。
シュナイゼル暗殺未遂事件の際は、グロースター・グリンダに搭乗してオルドリンの後を追い、彼女とオルフェウスと激突して真実を知ってしまうことを止めようとしたが、V.V.に心臓を撃ち抜かれて致命傷を負わされる。かつてクララを止められなかったことをオルフェウスに謝罪しつつ、最後の力を振り絞って自らの記憶操作のギアスでオルドリンとオルフェウスの記憶を消して死亡し、二人の運命を大きく変えてしまうきっかけを作った。
彼女の眼鏡は記憶を失ったオルドリンがお守りとして持ち続けており、二人が記憶を取り戻した後、トトの墓標として龍門石窟に供えられた。
ソキア・シェルパ
声 - 渡部優衣
16歳。元競技KMFリーグのスタープレイヤーである、グリンダ騎士団所属の少女騎士。その容姿から、スポーツ用品メーカーで専属モデルを務めてもいたが、当時は連続でクラッシュを引き起こしていたために、「クラッシャーソキア」の異名で呼ばれており、オルドリンもファンであったらしく、『亡国のアキト』の小説版では佐山リョウの仲間の中に彼女のファンがいる。
明朗活発で表裏の無い性格をしており、KMFリーグでの経験から、高度な戦略と情報分析能力を持っているが、同時に思ったことをそのまま口に出してしまう迂闊な考え無しでもある。前述の情報分析能力からドルイドシステムの適性も高く、情報分析など電子戦を視野に入れたKMFに搭乗するようになる。
競技とは全くレベルの違う実戦に初めて赴いた際には、ほんの僅かな被弾で恐怖心に支配されてしまい、CSRの初期症状で、身動きが出来なくなってしまう。その次の戦闘では待機命令が下され、ランスロットでの出撃に反対されていたオルドリンに、自らのサザーランドの承認キーを手渡しそうになるが、彼女からは諭される形で拒否されている。
「02」では、筆頭騎士であるオルドリンを見捨てて出自の分からないライアー（オルフェウス）を新たな筆頭騎士に据えたマリーベルのやり方が許せず、ブリタニア軍を除隊。かつてのチームメンバーたちと共に、中華連邦でオルドリンの行方を捜し続けている。地下KMF闘技場や大道芸で生計を立てているほかに「スケアクロウ」というあだ名で裏の情報屋も営むようになり、大陸の反対側に存在するエリア24にもその名が届き、ブリタニア諜報機関のブラックリストにまで載っている。
龍門石窟での戦闘後にグリンダ騎士団に復帰し、マリーベルから離反する自分たちを「第二のユーロ・ブリタニア」と表現する。
ゼロレクイエムの後はリーグに復帰しながらも、「グリンダ騎士団」の活動を続けている。
搭乗機は、サザーランド・グリンダ→サザーランド・アイ→シェフィールド。
『奪還のロゼ』では、第3幕より登場。オルドリンと共にブリタニア共和国で軍人を続けている。
レオンハルト・シュタイナー
声 - 河西健吾
18歳。グリンダ騎士団に所属する若き騎士の一人で、ナイトオブラウンズの一人ジノ・ヴァインベルグの出身である「ヴァインベルグ家」に仕える、技術系貴族「シュタイナー家」の出身。愛称はレオン。
普段は温和で紳士的であるが、戦闘時には勇猛果敢さと高い戦闘力、柔軟性を見せる熱血漢でもある。ただし、女性に対しては非常に奥手であり、オペレーターのトトに好意を寄せているが、騎士団の女性たちにからかわれてうまくいっておらず、本人からも気付かれていない。「マリーカ・ソレイシィ」という親の決めた婚約者がいるが、トトとはまた違った形で彼女を大切に思っている。
ベジャイア基地を襲撃した白炎との戦闘の際には、ティンクと連携をとって挑むものの、戦闘経験の差が大きく出てしまい、また白炎の複合武装も予測しきれず、逆に返り討ちになってしまった。
少年時代は体を動かすよりも本を読むことを好むナイーブな人間であったが、そのためジノと剣を合わせた時はあっけなく敗れている。その後は家柄の関係もあって騎士の道を歩むも実力が追い付かず、周囲からは「家柄だけで騎士になった」と嘲笑の眼で見られたが、その分騎士道精神に傾倒し、なおかつ実力も実績もある婚約者のマリーカに相応しい本物の騎士になろうとしていた。そのため、白炎との戦いに敗れて重傷を負い、実戦に出られる状態ではないことが誰の目にも明らかであったにもかかわらずブラッドフォードで出撃して、ウィルバーの凶行からブリタニアを守ろうと奔走する。そのために自分の命を失う危険すら覚悟して戦う姿は兄キューエルを殺された心の傷が残るマリーカばかりか、皇族への憎しみに心を縛られていたウィルバーの心までも救い、結果としてそのウィルバーに助けられる形で生還を果たした。
「02」では、新たに大グリンダ騎士団の「グリンダ天空騎士団」の団長に就任しているが、徐々に過激化の一方を辿る騎士団の方針や、行方不明になったトトだけでなくオルドリンまで見捨てて出自の分からないライアー（オルフェウス）を新たな筆頭騎士に据えているマリーベルのやり方に、不満や苛立ちを募らせている。また、自分より遥かに高い戦闘力を誇るライアーの存在も気に食わず辛辣な態度に出ることも多いが、ほとんど相手にされていない。
第二次トウキョウ決戦でマリーカの危機を救い、告白。婚約者という立場に関係なく結ばれることとなり、ゼロレクイエムの後にマリーカと結婚した。
彼もトトから忘却のギアスをかけられて一部の記憶が欠落しているが、時間の経過に伴いギアスの効果が弱まっている。また、当時トトからは直感的に異質なもの（ギアス）を感じ取っており、現在のマリーベルからも同様のものを感じている。
搭乗機は、サザーランド・グリンダ→ブラッドフォード。
ティンク・ロックハート
声 - 内匠靖明
18歳。グリンダ騎士団に所属する若き騎士の一人で、苗字に似合う巨漢。元・皇立KMF技研所属のテストパイロット。マリーベルからは、機体特性を引き出すプロと評されている。
技研時代の事故で左腕をはじめとした身体の一部を欠損しており、身体の3割ほどが義肢や人工皮膚などのサイバネティック技術で補われている。
基本的に仲間想いな性格をしているが、相手の気持ちまでは考えられない無神経さの持ち主で、裏目に出てしまうことも多い。
ウィルバー率いる「タレイランの翼」の決起に際しては、ベジャイア基地の戦闘で自分以上に重傷を負っていたレオンハルトが無理を押して出撃しようとするのを案じ、ブラッドフォードの元へ向かおうとする彼に自らも同行する。そして、ブラッドフォードを巡ってレオンハルトとマリーカが押し問答を繰り広げる中、敵のミサイル攻撃から機械化された自らの体を盾にして2人を守った。
「02」では新たに大グリンダ騎士団の「グリンダ重装騎士団」の団長に就任しているが、徐々にやり方が過激化していく騎士団の方針に、レオンハルトと同様に不安を覚えている。また、自分以上に苛立ちを抑えられないレオンハルトの愚痴を聞く役目を受ける一方、出自の分からないライアーに疑念を抱きながらも、高い戦果を上げる彼の実力を認め、仲間として扱っているなど、潤滑油的な役割も担っている。マリーベルからライアーと共にラクシャータ・チャウラーの捕縛を命じられてリビアへ向かった任務の後、既にラクシャータがいなかった上にトラップが待ち構えていた事実に疑問を覚えており、マリーベルが全てを知りながら自分とライアーを向かわせて捨て駒にしようとしたのではないかと考えている。
記憶を取り戻したオルフェウスがオルドリンになりすました時、生身の右目ではオルドリンが、左の義眼ではライアーが映りレオンハルトの目にはオルドリンに見えている差異に気づく他、表には出していないが軍事力や政治力とは違う力（ギアス）を得たマリーベルの異変にも気付いていた。
搭乗機は、サザーランド・グリンダ→ゼットランド。
KMFでの戦闘時には、拠点防衛能力や後方支援などにおいて能力を発揮する。
マリーカ・ソレイシィ
声 - 花宮初奈
14歳。レオンハルトの許嫁で、『反逆のルルーシュ』にて戦死したキューエル・ソレイシィの妹。彼女自身も、名称自体は『反逆のルルーシュR2』などに登場している。コーネリアの侍従、ブラッドフォードのテストパイロットを経て、グリンダ騎士団と行動を共にしている。KMFの操縦技術は優秀ながら、実戦経験には乏しい。
ペジャイアで負傷したレオンハルトの代わりに「タレイランの翼」との戦闘に参加しようとするが、彼の決意を聞きブラッドフォードを引き渡した。その後、レオンハルトの復帰までの間はグリンダ騎士団の所属となる。
第二次トウキョウ決戦では、戦列に加わるレオンハルトが気がかりになりルキアーノに出撃を止められるが食い下がり、兄の恨みを焚き付けられて出撃する。その後、アニメ通りにカレンに撃墜されるが機体のコクピットから放り出され、駆けつけたレオンハルトによって命を救われ、同時に結ばれる。
以後は再びグリンダ騎士団の所属となるが、搭乗機を失ったためにブリッジで指揮官として活動する。しかし、ルルーシュの世界掌握後はギルフォードの元から送られたガレスでダモクレスへの強襲作戦に参加した。なお、この機体がグラストンナイツのクラウディオの搭乗機かは不明。
ゼロ・レクイエムの後にレオンハルトと結婚した。
ヨハン・シュバルツァー
伯爵にしてグリンダ騎士団の戦略顧問を務め、「ブリタニアの猛禽」の異名を取るほどの将軍。軍人としても人間としても厳しい人物で、心身共に未熟である若き騎士たちには頭を抱えており、しっかり手綱を握らねばならないと考えている。特にマリーベルの筆頭騎士を務めるオルドリンに対しては、厳しい指導を行っている。
KMFのパイロットとしても優秀で、サザーランド・スナイパーに搭乗する。
「02」でもエリア24の総督に就任したマリーベルに付き従っており、グロースター・グリンダに搭乗しテロリスト殲滅部隊の前線指揮官を務めている。しかし、マリーベルのギアスで冷酷な戦略を持って民間人の犠牲も厭わない殲滅戦を行わせるなど、騎士団のメンバーであるティンクがテロ殲滅を名目に行き過ぎた戦い方をすることに進言しても、聞く耳を持たなくなっている。ギアスをかけられたことで人間味を失った変化は、グリンダ騎士団の面々はもちろん、カノンにすら疑いをもたれていた。
テロ組織である「マドリードの星」を殲滅すべく、ベンタス・ゲットーの無差別攻撃を行うが、敵の指揮官機であるアマネセールと交戦。相手がかつて自身の指導したオルドリンだと気付かないまま、撃墜される。そして、ダモクレス攻防戦でもマリーベルの人形としてヴィンセント・グラムノワールで出撃するが、オルドリンに撃墜され戦死する。
ドメニティーノ・デッラ
子爵にして、グリンダ騎士団の技術顧問を務める老人。若干スケベであり、ロイドと共に視察に訪れたセシルの手を握っている。
マーシル・マラーホフ
グリンダ騎士団の整備士長。おっとりとした口調の中年男性。ベジャイア基地の戦いに際して、ランスロット・グレイルの整備が終わっていないことに文句を言うオルドリンに、「機体性能の良し悪しと整備効率の良し悪しは別」という整備畑のプロとしての意見を主張する。
エリシア・マルコーア
戦略オペレーターを務める少女。ツインテールの髪型が特徴。明るい性格。
元アイドルであり、「タレイラン・チルドレン」の事件では余興のパフォーマンスを行っていた。
「O2」ではソキアと同様マリーベルに着いて行けなくなったことで除隊し、アイドルに復帰していた。その後、エリア24での慰問活動の合間にグランベリーを見に来ていたところを、ノネットに軍人と勘違いされて連れて行かれ、成り行きで「グリンダ騎士団」に戻ってくる。
エリス・クシェシスカヤ
艦内オペレーターを務める少女で、黒髪のストレートヘアーが特徴。冷静沈着に任務を遂行する。
年の近いエリシアとは仲が良く、「O2」では彼女のCDを購入していた。

##### ファイアーボールズ
本国で有名なKMFリーグのチーム。ソキアは元々このチームの花形選手でもあった。
「O2」では、除隊したソキアと共に中華連邦で大道芸やKMFの地下闘技場で資金を稼ぎながら、オルドリンの行方を追っていた。ルルーシュの世界掌握後、ダモクレスへの強襲を仕掛けるグリンダ騎士団とピースマークに合流し、作戦に参加する。
アレッサンドラ・ドロス
「SIDE：オルドリン」に登場。競技KMFリーグのチーム「ファイアーボールズ」のリーダーを務める女性。愛称はサンドラで、競技KMFリーグのスタープレイヤーとしての異名は「チャンピオン」と「ブレードギャング」。彼女の祖父は元々裏社会で君臨していたギャング「ドロスファミリー」の首領であったが、時世の流れから廃業し、オデュッセウスの認可した福祉を通して特赦を与える「臣民更生プログラム」によって孤児院を運営するようになった。その孤児院で育ったソキアとは親しく、彼女を再びファイアーボールズへ連れ戻そうとするが、当のソキアが既に自分の歩むべき道を見出していたことで潔く諦めた。
ジェイミー・ホーガン
「SIDE：オルドリン」に登場。「ファイアーボールズ」に所属する長身女性で、「プレデター」の異名を持つ選手。ドロスファミリー健在の頃からサンドラに仕えている。KMFレスリングが本職であり、競技KMFの組み技に限ればソキアを凌駕する技量を有する。
ステファニー・アイバーソン
「SIDE：オルドリン」に登場。競技KMFリーグのチーム「ファイアーボールズ」に属している、語尾が「だぜ」となるボーイッシュな口調が特徴の少女。愛称はステフ。ポジションはメインアタッカーで、ソキア曰く「超大型ルーキー」。ソキアは開催が決まった記念試合に勝つために彼女をグリンダ騎士団に助っ人として加えようとするが、肝心の対戦相手が他ならぬファイアーボールズだったため、その目論みは幻に終わった。
マトアカ・グレインジャー
「SIDE：オルドリン」に登場。「ファイアーボールズ」に所属する褐色肌の女性で、「ハンター」の異名を持つ選手。実況席の解説によれば狩猟民族の血を引いているらしい。ソキアを連れ戻すというサンドラの決意を聞かされていたため、サンドラの気持ちに気付かないソキアの鈍感さに呆れていた。
リリー・エルトマン
「SIDE：オルドリン」に登場。「ファイアーボールズ」に所属する金髪女性で、ポジションはクイーン。仲間の技量とクセを知り尽くしたチーム指揮が特徴であり「無傷のクイーン」と呼ばれるが、デモンストレーションマッチではマリーベルに読み負け格の違いを思い知らされる。

##### 特殊部隊「プルートーン」
サーベラス
かつて、オルフェウスとエウリアの暮らしていた村を襲撃したオイアグロの配下の一人。オルフェウスがハンガリーに入国した時からその動向を追っており、エウリアの追悼のために村へ戻ってきた彼をサザーランドで急襲する。しかし、そこへ現れたウィザードのアグラヴェインがグラスゴーを投下したことで状況が一変。オルフェウスの搭乗したグラスゴーによって、コックピットに高周波を放つナイフを突き刺され重傷を負う。
オルフェウスに尋問されても何も答えようとはせず、また瀕死の重傷を負わせていたため止めを刺すこと無くオルフェウスは去っていったが、その直後、自らの元に現れ正体を見せたウィザード（オイアグロ）によってとどめを刺され、死亡した。
ティフォン・ラドン
ブリタニア空軍ヒッカム基地守備隊隊長を務める少佐。その正体はプルートーン所属であり、エウリアの仇の一人。通常仕様のサザーランドに搭乗しエルネスト・マクラウド大佐の公開演習を警備していたが、オルフェウスの白炎にマクラウドは撃破され、さらに返す刀で突撃してきた白炎の弐式特斬刃で斬り裂かれ自身も戦死する。
シャロン・トラジット
エウリアの仇の一人であり、プルートーンの女幹部。忠誠心ではなく報酬のためプルートーンに仕えている。自身が香港基地に来るという偽装情報を流してオルフェウスを罠に嵌めようとしたが、直前で見破られ失敗している。
その後、シュナイゼルの指示でポートマン部隊を率いて中華連邦に赴き、建設中の蓬莱島に対する破壊工作を行っていたが、オルフェウスの白炎に襲撃され、部隊は全滅し自身も戦死する。

##### その他のブリタニア軍人
アルベルト・ボッシ
「SIDE：オルドリン」に登場。シュナイゼル隷下の部隊であるアルガトロ混成騎士団の団長で、辺境伯の爵位を持つ貴族。北アフリカに展開するアルジェリア侵攻軍のアンナバベース橋頭堡にて、G-1ベースから対テロリスト戦の指揮を執り、敵の狙いがわざと自軍に敗れて不利な状況を演出し、奥深くへ誘い込んだ上で反撃するものと判断してから「敵の手に乗ることは無い」と味方に防衛線まで後退するように命じ、前線で督戦すると称してその場を去る。が、実はこの時のボッシはオルフェウスがギアスで成りすました偽物であり、本物のボッシは既にオルフェウスに襲われ意識不明の状態であった。そして、オルフェウスによって仕掛けられた爆弾によってG-1ベースごと爆破される。
後にブリタニアのサイバネティック技術によって復活を果たし、香港基地の破壊ミッションを実行していたオルフェウスに騎士団の面々を引き連れて戦いを挑む。相手がかつて自分を破ったのを見抜いた上でオルフェウスを「野良犬」呼ばわりして一斉突撃を図るが、白炎のゲフィオン・ブレイカーによって搭乗機のコントロールを失い、部下共々白炎の背後にあった弾薬庫へと突っ込む。そしてそこを砲撃され、部下や弾薬庫共々引導を渡され死亡した。
ダスコ・ラ・クレルモン
「SIDE：オルフェウス」に登場。第5皇女であるカリーヌ・ネ・ブリタニアの専属騎士である青年。KMFパイロットとして優秀な技量を持ち、KMF用ランス1本のみでの格闘戦を好み、登場機体は赤のパーソナルカラーで塗装されている。戦闘時における状況判断なども非常に優秀で、テロリストのオルフェウスと、幾度にも渡って対決し、次第にライバル視していく。
元々はグロースターに搭乗していたが、鹵獲した日本製KMF「紅蓮壱式」の試乗によって、日本製の方がブリタニア製よりも運動性や機動性に優れていることを看破し、以降は鹵獲した日本製KMFで戦うようになったという、一種の変わり者とも言える。
香港基地で紅蓮壱式の試乗をしていた際に、オルフェウスの駆る白炎の襲撃を受け、機体を中破させるまでに追い詰めたものの、僅かな隙を突かれた結果、紅蓮壱式を失った。その後、カリーヌの命令によってプルートーンと共に、反ブリタニアのテロ組織壊滅に乗り出すも、グラスゴーに搭乗したオルフェウスたちと遭遇。相手が以前香港で敗退した者と同一人物であることを見抜き、戦いを挑むものの、2度目の敗北を喫した。その後、カノンに焚き付けられてカリーヌの失地回復のためにピースマークへの依頼という形でオルフェウスに果たし状を送るが、オルフェウス抹殺に現れたカノンのKMF部隊を相手に共闘、水入りとなった。
「SIDE：オルドリン」ではアレクセイ率いる「タレイラン・チルドレン」によるスタジアム占拠事件に際して、負傷していたのでカリーヌには同行していなかった。このため、カリーヌがダスコのために手配していたランスロット・トライアルに自ら乗ることは無かった。ルルーシュの皇帝即位後には、フレイヤ投下前にカリーヌを帝都から連れ出し、ルルーシュの世界掌握後にオルフェウスとオルドリンに合流、戦線に加わる。
搭乗機は、紅蓮壱式、ゲッカ・カスタム、ゲッカ・アロンソ。
ダルリー
「SIDE：オルフェウス」に登場。ユーロ・ブリタニアの聖ミカエル騎士団に属する男爵。シン・ヒュウガ・シャイングの専用機であるヴェルキンゲトリクスの破壊ミッションを受けたオルフェウスを相手に、輸送任務の要である最高時速500kmのリニア鉄道にて待ち構えるが、超高速の列車上での戦いを問題としなかったオルフェウスに敗れ、搭乗機から脱出するもコックピットが列車に突っ込んで致命傷を負う。だが、彼の部隊はその実「ヴェルキンゲトリクスを輸送していると見せかけた囮部隊」であり、最終手段として流体サクラダイトを用いた爆弾を爆発させる。この爆発によってダルリーは死亡するが、列車の乗員やE.U.の一般市民を含む乗客の全員が死亡し、オルフェウスは生還を果たすも目の前の無残な光景を前に大いなる敗北を実感した。
搭乗機は聖ミカエル騎士団仕様のサザーランド。

#### 皇族・貴族
フローラ・メル・ブリタニア
マリーベルの母。少女時代のマリーベルがオルドリンに語ったところによると、皇族は民を慈しみ、その心を思いやるべきという優しい信念の持ち主であったが、ユーリアと共に爆炎に包まれた屋敷の中で、その命を奪われた。
彼女とユーリアの死がマリーベルやオルドリンのその後の人生に重大な影響を与えたことを、V.V.はクララに説明する中でこれを「性質の悪い呪い」と評している。
ユーリア・メル・ブリタニア
マリーベルの妹でフローラの次女。幼くして母共々非業の最期を遂げ、マリーベルの心にテロリストへの憎悪を植え付ける。
オリヴィア・ジヴォン
オルドリンの母で、オルフェウスにとっても面識こそ無いものの血を分けた実母である女性。そして、オイアグロの姉にして彼の先代のジヴォン家当主。剣術の達人で、「SIDE：オルドリン」の回想シーンでは、幼いオルドリンに自ら剣の稽古をつけている。しかし、オイアグロの起こしたお家騒動によって命を落としている。お家騒動によってオリヴィア個人の名は落ちており、オルドリンは墓参りに際してウィザードことオイアグロが既に献花していたのを見て驚いていた。ブリタニア皇家から様々な汚れ仕事を引き受けていた秘密特殊部隊「プルートーン」の指導者としての裏の顔を持っており、現在の地位はオイアグロが引き継いでいる。
平民の家に捨てられたあげく、ギアス嚮団で人殺しの技術を学んだオルフェウスとは正反対の人生をジヴォン家で歩むかに見えたオルドリンが、フローラやユーリア、そしてオリヴィアの死を経ながら軍に入って自らも人殺しの技術を学んでいくことについて、V.V.はクララに説明する中でこれを「運命は双子の天秤が傾くことを許さなかった」と評している。
実はオイアグロがオリヴィアの命を奪った真実は、オルドリンとマリーベルが深く関わったフローラとユーリアが命を落とした惨劇に大きく関わっている。惨劇の起こった後、マリーベルがテロリストの少年をちょっとした悪戯心から招いて惨劇を起こしてしまった真実をオルドリンが知って庇っていることから、オリヴィアはプルートーンの指導者として、真相を闇に葬るべく実の娘であるオルドリンを殺すようシャルルに命令されており、オルドリンの命とオリヴィアの「母」としての心を守るべくオイアグロが手に掛けたのが、その死の真相であった。
その後、オルドリンの前に幻影として現れ、ブリタニアではなく多くの人々の剣となる娘を褒めて去って行った。

### テロリスト
謎の少年
「SIDE：オルドリン」に登場。オルドリンとマリーベルが幼いころ、届け物があるとオルドリンに言い、これをフローラへの贈り物の類だと判断した彼女によって離宮へと通される。しかし、この直後に離宮で爆発が起こり、マリーベルはオルドリンによって助け出されるもフローラとユーリアは命を落とす。
その後もマリーベルにとってこの少年は、自分を悪夢という形で苦しめる存在となる。
宰相
「SIDE：オルドリン」に登場。アルジェリアを中心に活動しているテロ組織「サハラの牙」のリーダーで、本名は不明ながら劇中で部下から「宰相閣下」と呼ばれている。長年にわたってブリタニア軍と交戦し、中東方面への進軍を阻んでいたが、ベジャイア基地襲撃を画策しているとの情報を掴まれ、ベジャイア駐留軍の主力部隊を差し向けられる。だが、南西のテールアグリゴリの砂漠地帯で天候と地の利を利用して善戦し、これを重く見たモニカからナイトオブラウンズの権限でグリンダ騎士団を急遽差し向けられる。オルドリンが自らの名義で、通信で送った決闘状も同然の電文を見ても一切怯まず、自分や部下が搭乗するバミデスやパンツァー・ヴェスペからなる部隊で迎撃を試みるも、レオンハルトの攻撃によってバミデスを撃破され、無念を叫びながら絶命した。
彼自身の才覚やサハラの牙の組織力はかなりのもので、彼の死で指揮官不在になりながらも統制が乱れることは無く、即座に別部隊が対応してきたことでレオンハルトを驚愕させたが、最終的にはティンクやオルドリンの活躍によって残存戦力は壊滅し、ブリタニア側の勝利に終わった。ところが、直後にオルフェウスとズィーがベジャイア基地を襲撃して大打撃を与えたことで、その後のグリンダ騎士団の被害を含めてブリタニア側が実質的には大敗するのも同然の事態になってしまった。
後にブリタニア当局の公式発表において、サハラの牙の壊滅はグリンダ騎士団の戦果として喧伝されているが、当のグリンダ騎士団内ではオルフェウスとズィーによるベジャイア基地襲撃のために、サハラの牙が囮として利用されたとの推測をしている。
搭乗機はバミデス。
ウィルバー・ミルビル
「SIDE：オルドリン」に登場。主義者で構成された新興テロ組織「タレイランの翼」のリーダー。かつては、レオンハルトの実家であるシュタイナー・コンツェルンのKMF技術主任であった。レオンハルトとも懇意の仲で、ブラッドフォードの開発にも関わっている。また、劇中で「ウィルバー博士」や「ミルビル卿」と呼ばれていることや、回想シーン内でシャルルと謁見していることから、博士号を持つ貴族である模様。
空の護りを充実させるために空戦能力を持ったKMFの戦力を増強させる計画である「天空騎士団」を提唱していたが、ブラックリベリオンに端を発する国内テロにより妻を失い、テロ鎮圧のために計画の認可を求めるも、シャルルからは「瑣末なこと」と一蹴されてしまい、皇族側の国民を蔑ろにしている実態を思い知ることになる。結果、自分が開発を行った空戦型KMFに関する技術資料と共に失踪し、水面下で自らに賛同したブリタニア軍の若手将校団と自ら開発した空戦用KMFで構成された反ブリタニア皇族を掲げた武装組織「タレイランの翼」を結成。バミューダ軍事要塞島を占拠して、ブリタニアの首都・「ペンドラゴン」爆撃を目的としたクーデター計画を実行に移そうとする。軍人ではないが作戦立案能力やブリタニア側の対応を読む能力は非常に優れており、ベンドラゴン爆撃を察知された時点で既に先手を取っていた。また、この計画のためにバミューダ占拠部隊はブリタニア軍を引き付けた上で要塞ごと自爆するという、文字通り命を捨てた囮部隊とされていたが、当の彼ら自身はウィルバーの信念のために命を捨てる覚悟を決めるほどの人望があった。
ペンドラゴンへ侵攻し、自身が率いる主力部隊でアプソン将軍率いる部隊を撃破しつつ、ペンドラゴンに既に潜ませていた味方によって防衛拠点を攻撃させて優位な状況を作り出すが、旧知の間柄であったレオンハルトのブラッドフォードと、オルドリンのランスロット・グレイルと交戦する。先のベジャイアでの戦傷が癒えていないレオンハルトがブラッドフォードで出撃することを想定していなかったため、グレイル・エアキャヴァルリーに連結して挑んでくるオルドリンたちを圧倒的な機動力で翻弄するものの、機体に組み付かれて爆撃用のコンテナを切り離されてしまう。最終手段として機体そのものを突撃させて王宮の爆撃を実行に移そうとするが、ブラッドフォードの捨て身の攻撃を受けて撃破される。この時、レオンハルトの自分の命を犠牲にしてでもブリタニアを守ろうとする信念を目の当たりにして、在りし日の亡き妻と共にレオンハルトがブラッドフォードでブリタニアの空を守るのを夢見たかつての思いが蘇り、墜落しかけたレオンハルトをサザーランドWで救出し、空中で爆死した。
皮肉にも、自らがブリタニア空軍に大打撃を与えたクーデター計画が、ブリタニア軍に「天空騎士団構想」の有用性を証明することになった。しかし、ウィルバー本人の死によってこの構想はフロートシステムを中心とする方針に一本化され、逆にそれ以外の技術（携わっていたウィルバーがクーデター計画のために自ら秘匿したものも含む）は廃れるという、どこか微妙なものとなった。また、「死罪は免れない」と評せられたクーデターの首謀者としての罪状やフロートシステム開発のキーパーソンであるシュナイゼルやロイドの活躍によって、ウィルバーが「天空騎士団構想」をしていたこと自体が事実上無かったにも等しい扱いを受けている。
後にアレクセイの手で新たなるテロが起こるが、このテロについてウィルバーも計画立案段階で関わっていたことがアレクセイ本人の口から語られている。
死後もたびたびレオンハルトの前に幻影が現れており、マリーカを救おうとするレオンハルトの背中を押した。
搭乗機は、サザーランド・イカロス（サザーランドW）。
ウィルバーの部下
「SIDE：オルドリン」に登場。ウィルバー率いる「タレイランの翼」の構成員だったが戦闘の末にグリンダ騎士団の捕虜にされ、グランベリー艦内へと移送される。ウィルバーのクーデター計画を掴むべく自ら尋問に出向いたマリーベルからテロに身を投じたことを侮辱されるが、帝都ペンドラゴンの防衛機能が既に失われていると勝ち誇ったように明かしてから、口の中に仕込んでいた爆弾の起爆装置を作動させ、マリーベル狙いの自爆テロを実行して果てた。
マリーベルはシュバルツァーがとっさに庇ったことで大事には至らなったものの、「タレイランの翼」との戦いが終わった後に見た悪夢の中で、彼の顔とウィルバーの顔が融合したグロテスクな怪物からブリタニアへの憎悪に満ちた言葉をぶつけられる。
アレクセイ・アーザル・アルハヌス
「SIDE：オルドリン」に登場。要人警護を担当する警備騎士団（ガーズ）を率いる警備騎士団団長（ガーズリーダー）であるがブリタニアの現状を憂い、ウィルバー率いる「タレイランの翼」との共謀の元「タレイランの翼の尻尾」と称する反皇族テロ組織「タレイラン・チルドレン」を水面下で結成し、ウィルバーの帝都ペンドラゴン爆撃の混乱に乗じて密かに次なる一手への準備を整える。そして、マリーベルをはじめとする皇族を狙い、グリンダ騎士団とファイアーボールズの記念試合が開催されたスタジアムを占拠する。しかし、マリーベルやオルドリンたちの反撃によって劣勢に立たされ、遂には同志共々爆弾で観客を道連れに自爆を図るが、オルドリンの説得を受け降伏した。しかしその直後、クララにギアスを掛けられ、オルドリンの眼前でブリタニアを憂いながら拳銃で頭を撃ち抜いて死亡するという不本意な結末を迎えた。
後に「SIDE：オルフェウス」で、「タレイラン・チルドレン」の生き残りが新たなるテロを起こす。

### 中華連邦
澤崎幸麿（さわさき ゆきまろ）
「SIDE：オルフェウス」に登場。元は父の敦と共に敗戦後の日本から中華連邦へ亡命し、以降は敦の片腕として動いていたが、キュウシュウ戦役の末に敦を失ってからは曹の後ろ盾となっていた大宦官に取り入り、中華連邦南部の基地を基盤とする自らの亡命政権を築く。だが、己が身の安泰のためにその基地をブリタニアに差し出して取り入る稚拙な二枚舌外交が災いしてピースマークに彼の抹殺ミッションが依頼され、これを受けたオルフェウスとズィーに基地の奥深くに攻め入れられた挙句、オルフェウスの手で水風船のように殺された。その直前、白炎のゲフィオン・ブレイカーで配下のKMFが機能停止させられたパニックから、幸麿の部下たちは彼を見捨てて逃げ去っており、人望のない小物と酷評された。
過去に自らの武装勢力「紅巾党」を結成しようとしたが頓挫し、配下のKMFのカラーリングにその名残が残っているが、後にその紅巾党は旧日本や澤崎親子とは全く関係のない、大宦官が跋扈する中華連邦の苦しい現状を憂える勢力として結成された。
威海衛の少女
「SIDE：オルドリン」に登場。シュナイゼル護衛のため彼と共に中華連邦へ入国したグリンダ騎士団が威海衛で足止めを食らっている間、クララの本性を知らぬまま彼女を守れなかったことを悔やむオルドリンを心配したソキアが、彼女と連れ立って街中へ繰り出した先で知り合った少女。しかしオルドリンが彼女と別れた直後、シュナイゼルを狙う紅巾党が威海衛の市街地や住民を巻き込んだ大規模な攻撃を行うが、戦闘終了後に負傷しながらも手当され無事な姿を見たオルドリンを安堵させた。
クララや彼女の件でオルドリンは、紅巾党の狙いを察したマリーベルが下したシュナイゼル護衛の命令を拒否して、仲間と共に紅巾党をいち早く倒して戦闘を終結されることを選択し、シュナイゼルからは「グリンダ騎士団の騎士が威海衛を守った」件がブリタニアにとっても利益になるとして不問に付されたが、この一件を気に民衆を守ることを第一とするオルドリンと、テロを憎悪するマリーベルとの間には亀裂が生じていく。
シュ・リーフォン
『O2』の「SIDE：ライアー」より登場。中華連邦を揺るがした武装組織「紅巾党」の首領シュ・シンフォンの忘れ形見である美少女。KMFのパイロットとして高い操縦技術を持ち、功夫の達人でもある。搭乗KMFは朱厭。
父を唆して「紅巾党の乱」を引き起こさせながら死に追いやった大宦官の一人と、紅巾党を武力で一蹴した立役者であるグリンダ騎士団を憎み、朱厭を駆って中華連邦に乗り込む。仇である大宦官を父の形見の暗器で討ち取った後、大宦官配下の私兵も同然であった中華連邦軍の将校に成りすまし潜伏していたライアーと鉢合わせになり、互いの利益の一致から共闘して追っ手を一掃する。しかし、次の標的としてマリーベルの名を口にしたため正体を明かしたライアーと交戦、功夫の技で一時は優勢になるも、ライアーが僅かに思い出したズィー直伝の対近接格闘術で反撃したことで、結局は決着がつかずに終わった。
ルルーシュの世界掌握後はグリンダ騎士団とピースマークに合流し、パイロットとして参戦する。また、オルフェウスに好意を寄せるようにもなり、ネーハと張り合っていた。
大宦官（紅巾党の乱の黒幕）
『O2』の「SIDE：ライアー」より登場。中華連邦を実質劇に牛耳る大宦官の1人にして、中華連邦の現状に不満を抱くシュ・シンフォン率いる紅巾党を武装蜂起させたあげくこれを口実にブリタニアと協力して死に追いやり、その後も他の大宦官と共に武力をもって不穏分子を弾圧し続ける人物。表面上はブリタニアに対して友好的ながら本性は私利私欲の塊であり、表向きは中華連邦軍が有する先端技術研究施設を私物化し、現地の守りを任せているのは中華連邦や元首たる天子ではなく自身に忠誠を誓っている私兵も同然の中華連邦軍の将兵である。しかし、決して大宦官たちを心から信用せず、彼らの不審な動きも見逃さなかったマリーベルの命を受けたライアーに施設へと潜入され、時を同じくして潜入していたシンフォンの娘リーフォンの手で討ち取られた。
リーフォンと遭遇する直前のライアーが施設のデータベースを調べた際、大量の高性能断熱ポリマーが複数のトンネル会社を通していずこかへ売却されている痕跡が発見され、ライアーの報告を受けたブリタニア当局の追跡調査により、問題の品が黒の騎士団の持株会社の手に渡っていたことが明らかになったが、ライアーは「氷山でも包むつもりか？」と推測をするのがやっとでその意図を掴めなかった。しかし、これらの情報から『R2』劇中でゼロことルルーシュが、「百万のゼロ」こと黒の騎士団構成員を含む百万人の日本人を国外脱出される要の1つとして用いた海氷船を建造する材料の一部の出所が彼であったことが示唆されている。

### E.U.
日向アキト（ひゅうが アキト）
『亡国のアキト』の主人公。日本がブリタニアの侵攻を受けてエリア11となり、これによって敵性外国人のイレブンとされた末、E.U.軍に入隊して特殊部隊「wZERO」に所属するKMFパイロットとなった少年。「SIDE：オルドリン」のプロローグに登場。
レイラ・マルカル
『亡国のアキト』のヒロイン。ブリタニアの貴族制に反発してE.U.へと亡命した貴族の両親と死別後、マルカル家の養女になったのを経てE.U.の軍人となった少女。「SIDE：オルドリン」のプロローグに登場。
ネーハ・シャンカール
「SIDE：オルフェウス」に登場。ドイツ東部の都市ベルリンを、研究の拠点としているインド人科学者。容姿や実年齢は美少女ながら、天才頭脳の持ち主。しかし、E.U.がユーロ・ブリタニアとの戦争で劣勢となる中、ベルリンから研究の拠点をラクシャータの元に移すことを希望し、救出ミッションが回ってきたオルフェウスやズィーと共に、亡命計画を察したユーロ・ブリタニアが放ったKMF特殊部隊を相手に脱出を図る。
後に「SIDE：オルドリン」劇中にて、転びそうになったところをオルフェウスに助けられるなど、彼らとは友好関係を築いていると思しき様子が描写された。特にオルフェウスに関しては、彼が来ることを聞くだけで笑顔になったり、彼に対しての接し方から好意を寄せているのが分かる。
過去に戦災で両足を失っており、ラクシャータに助けられて特製の義足を彼女から貰っている。この出来事が、ラクシャータを師とした科学者の道を歩む切っ掛けとなった。
『復活のルルーシュ』の前日譚『黒のアルビオン』では、ラクシャータ率いるKMF開発チーム「パール・パーティー」に所属しており、同僚の加苅サヴィトリと共にランスロット・アルビオンゼロを製作して、ゼロ（スザク）に提供している。
『導師』
「SIDE：オルフェウス」に登場。オーストリアのウィーンに隠遁している老年の占星術師。卓越した未来予知能力で権力者から絶大な信頼と畏怖を得ており、長年E.U.の影の支配者として君臨していた。盲目であるが偽装を見破る力を持ち、機械不信なため監視装置を一切使っていないにもかかわらず、これまで暗殺の手から逃れ続けてきた。
E.U.を見限りユーロ・ブリタニア側に寝返ろうとしていたため暗殺が計画され、暗殺者として潜入したオルフェウスの正体を見破り捕らえたが、救援に来たウィザードによりオルフェウスを救出され、最期はオルフェウスとズィーが搭乗した白炎の六式衝撃砲を居室に撃たれ死亡した。
ショヴァロフ・ベジェキルスキィ
「SIDE：オルフェウス」に登場。ユーロ・ブリタニアの金庫番であり、裏の財務担当者。『導師』暗殺と引き換えにE.U.へ亡命する予定だったが、E.U.側と接触した際に起きた銃撃戦で負傷し、暗殺が不可能になってしまう。そのため代わりにオルフェウスへ自身のみが知る情報を提供し、彼に成り済ましたオルフェウスが『導師』暗殺に赴くこととなった。
トーニとエリノア
『O2』の「SIDE：オルドリン」に登場。オイアグロと共に旅をしていたオルドリンがたどり着いた、かつてオルフェウスとエウリアが安息の日々を過ごしていたハンガリー南部の村に突然現れた、そこからそう遠くないところにある村に暮らす少年少女。近隣の村々にてブリタニア軍の不良部隊がテロリストの捜索や掃討と称して略奪に及ぶ蛮行を行い、村の大人たちはこれに抵抗することを諦めて逃げ出そうと算段を決める中で、自分たちだけでも村を守ろうと意気込むあまり、ブリタニア人のオルドリンやオイアグロも彼らの同類と思い込んで警戒心を露わにし、トーニに至っては震える手でクロスボウを向けていたが、2人から自分たちはブリタニア人だが軍の者ではないと説明されて警戒を解き、自分たちの事情を説明して去っていった。その後、ついに自分たちの村にブリタニア軍の不良部隊が押し寄せてきて命の危機に陥るが、これに気付いたオルドリンとオイアグロが救援に駆け付けたことで他の村人共々助かった。「SIDE：オルドリン」のエピローグでは、2人そろって放牧を行っている様子が描かれている。

### エリア24
ブリタニア帝国によって支配されたかつて「スペイン」と呼ばれた国家。現在はマリーベル率いる「大グリンダ騎士団」の統治下にあるが、騎士団による容赦の無さ過ぎる弾圧によって、スペイン人だけでなく在住ブリタニア人たちですらも恐怖によって苦しめられており、「マドリードの星」と呼ばれるレジスタンス組織が抵抗活動を開始するに至っている。

#### マドリードの星
マリルローザ・ノリエガ
エリア24の帝立ペンデルドン学園に通う少女で、ブリタニア人の父親とスペイン人の母親の間に生まれている。家が貧しいために、オルドリン同様にオイアグロから特待生として便宜を図ってもらっている。明るくノリの良いフレンドリーな性格で、記憶を失ったオルドリンと親友の間柄になっている。オルドリンからはマリーベルと同様に「マリー」という愛称で呼ばれており、弾圧を繰り返し恐怖政治に等しい政策をとっているマリーベルと同一視されるようで嫌がっているが、時折満更でもない様子も見せる。
実はブリタニアに抵抗活動を続けるレジスタンス組織「マドリードの星」のリーダーを兄に持っており、自身もレジスタンス組織に参加して戦うことを望み、拠点へ足しげ無く通っているが、兄からは反対されていた。ある日、大グリンダ騎士団によって拠点となる闘技場が襲撃されているのに気付きその場へ向かってしまうものの、騎士団の攻撃で負傷してしまい、その場に居合わせたミス・エックスによって救出される。
オルドリンがアマネセールのパイロットとして組織に参加したのを機に自身も組織に加入しているのだが、マリーベル皇女の拘束作戦時にて、リドール・ナイツのヴィンセント大部隊による猛攻によって全身を串刺しにされる形で無残にも殺されてしまうだけでなく、その死体をオルドリンの眼前に見せ付けられるという悲惨な最期を迎えた。
死後もオルドリンに「もう一人のマリー」として強く影響を残し、彼女が信念を改めるきっかけにもなる。
搭乗機はエストレヤ。
フェルナンド・ノリエガ
マリルローザの兄で、エリア24で反ブリタニアの抵抗活動を行うレジスタンス組織「マドリードの星」のリーダーを務める青年。陽気で軽薄な優男を装っているが、そのうちには祖国であるスペインを解放するための強い意志に満ちている。妹がマドリードの星に参加して戦うことには反対していた。
妹のマリルローザを助け、インドから届けられた試作KMF「アマネセール」で組織も救ってくれたオルドリンの実力を見込んで、彼女をアマネセールのパイロットとしてスカウトする。しかし、マリーベル皇女拘束作戦時にて、彼女を追い詰めたものの、リドール・ナイツの駆る88機ものヴィンセントによる容赦の無い猛攻撃によって戦死。その死体はマリルローザと共に、アマネセールを駆るオルドリンの眼前に晒されてしまう悲惨な末路となった。
純血のブリタニア人のオルドリンを組織にスカウトしたのは「自国の行いを正してほしい」という願いから来ており、扇たちと比較して柔軟な考え方を持っている。
搭乗機はエストレヤ。

### ギアス関連
クララ・ランフランク / クララ・ランペルージ
嚮団に所属するギアスユーザーの一人で、かつての同胞だったオルフェウスのことは「お兄ちゃん」、嚮主V.V.のことは「パパ」と呼ぶ。言葉遣いは無邪気ながら、その本性は極めて自己中心的で、他人が苦しみながら死ぬのを楽しむ残忍な性格の持ち主。被験体としての形式番号は「Q-32」。
オルフェウスやエウリアが嚮団にいた時期、実験を受けた直後に逃亡したところを彼らと出会っており、その時オルフェウスに手渡された帽子を現在も大切にしている。後にオルフェウスやエウリアと共に嚮団から脱走したが、彼らを裏切って嚮団にオルフェウスたちの潜伏先を密告（この時、トトが一緒に行動していたようだが、密告を止められなかった）。その結果、潜伏していた村の住民たちは虐殺され、オルフェウスはエウリアを失う羽目になっており、ゆえにクララもオルフェウスにとって復讐の対象となっている。
彼女のギアスは「目視した人間の名前を叫ぶことで対象の肉体の自由を奪い、意のままに操る」というもので、これを利用し嚮団にとって邪魔となる人物を暗殺してきた。その仕組みの都合上、暗闇などで相手の姿を正確に認識できない場合、または名前を間違えている場合は発動できない。ギアスの発動時にはロロと同様に右目にギアスの紋章が浮かぶ。嚮団側からは、ギアスの被験体としては「出来損ない」として扱われていたようである。また、『R2』劇中には彼女と似た性質のギアスを持つ子供が登場する。
V.V.の命でエリア11に派遣され、ルルーシュの監視役として偽りの妹「クララ・ランペルージ」を演じることになるが、彼女自身にルルーシュを兄だと思う気持ちは無く、自分にとっての兄とはオルフェウスであると明言している。エリア11に向かった後、グリンダ騎士団として訪れたオルドリン、任務で潜入したオルフェウスの双方に興味を持ち、独自に接触。自分の思い通りにならない腹癒せに、オルドリンにオルフェウスとの関係を暴露してギアスで自殺させようとしたが、オルドリンと思っていた人物の正体は、彼女に姿を見せかけていたオルフェウスで、最後は自らの本性を知った彼に、ギアスの弱点を突かれる形で射殺された。死の寸前、オルフェウスを道連れにギアスを使おうとしたが、容赦無くとどめを刺されている。
彼女の死により、後任としてロロが派遣されることになった。
エウリア
オルフェウスの恋人だった少女で、かつては彼と共にギアス嚮団で被験体にされていた。オルフェウスやトト、クララと共に嚮団を脱出し、その後はある村でひっそりと暮らしていたが、クララの裏切りによって居場所を密告されてしまった結果、プルートーンの襲撃により、オルフェウスの目の前で村人共々殺されてしまうことになった。彼女の死はオルフェウスの心に深い傷を残し、彼がプルートーンに復讐する決意をする切っ掛けとなっている。なお、クララからはオルフェウスを奪う存在として邪魔に思われていたようである。
作中では明言されなかったが、彼女のギアスはマリアンヌの物と同じく、自らの死に伴って発現する物であることがツイッターで明かされた。ギアス能力は特定の物質に自分の記憶を宿すものであり、オルフェウスが彼女の形見として持っている髪紐や村にある彼女の墓標に、その記憶が宿っている。それを通じてオルドリンも、間接的にエウリアに出会っている。

### その他
マウリツィオ・イシャー
シチリアの新興武器業者「イシャー武器店」のオーナー。兵器の購買層を増やすために紛争を誘発させており、ピースマークの調査対象となった。商品となる兵器のデモンストレーションを開催し、潜入したオルフェウスを専属デモンストレーターである月山兄弟に始末させることで裏社会での名声を高めようとしたが、月山兄弟が敗れたために面目を失う。
その後は生き残りである玄信と共にオルフェウスへ復讐する機会を狙っており、ピースマークが開発中の月下紫電の情報を掴んだことで玄信に強奪を依頼したが、玄信が敗れたために失敗。その一週間後に心臓発作で病死した。
『新潔のアルマリア』にも同名の人物が登場するが、同一人物なのかは不明。
月山虎吉（つきやま とらきち）
イシャー武器店に専属デモンストレーターとして雇われている若手の日本人テロリストである月山兄弟の兄。兄弟で世界中のブリタニア軍基地を見境無く襲撃している。搭乗機は両腕に廻転刃刀を装備した黄色い月下（望型）であり、二刀流で売り出されている。
ブリタニアの日本侵攻当時は子供だったため日本解放戦線への参加が叶わず、弟と共に国外脱出し難民となった。後に澤崎幸麿の亡命政権に参加したが、オルフェウスに幸麿が殺されたことで後ろ盾を失い、日々の糧を得るため強盗紛いの生活を繰り返す内に心を壊していき、今では目的を見失い殺人狂に成り果てている。
幸麿を殺したオルフェウスを恨んでおり、イシャーの指示で白炎と交戦したが、オルフェウスとズィーの連携に追い詰められ最期はズィーの狙撃で撃破され死亡した。
月山玄信（つきやま げんしん）
イシャー武器店に専属デモンストレーターとして雇われている若手の日本人テロリストである月山兄弟の弟。搭乗機は両腕にバズーカを装備した黄色い月下（望型）であり、兄と共に二刀流で売り出されている。
兄と同じく戦闘のスリルに依存する殺人狂と化しており、幸麿を殺したオルフェウスを恨んでいる。イシャーの指示で兄と共にオルフェウスを襲撃したが、兄を殺され敗退する。
その後はオルフェウスに復讐するためにイシャーと手を組み、自身の月下を兄の月下のパーツで補修した月下鳴砂を新たな乗機とする。傭兵部隊を率いて月下紫電の強奪とネーハの拉致を成功させたが、ネーハはオルフェウスに救出され、二人を追っている間に月下紫電もズィーに奪還される。激戦の末月下紫電に敗れて崖から落下し生死不明となる。

### 『反逆のルルーシュ・R2』の登場人物

#### 黒の騎士団
ルルーシュ・ランペルージ
『反逆のルルーシュ・R2』の主人公。「SIDE：オルドリン」のプロローグでは仮面の男「ゼロ」としての活躍と、ブラックリベリオンにおける神根島のスザクとの対決にスポットライトが当てられている。シュナイゼルやクロヴィス、コーネリア以外にもマリーベルと仲が良く、ユーフェミアとナナリーを交えてよく遊んでいた。しかし、オルドリンとの面識は無い模様。
『02』では、オルドリンがマドリードの星に協力し、アマネセールに搭乗してライアーのヴィンセント・グラムと交戦している最中に、エリア11にてゼロとしての記憶を取り戻し、復活。全世界に向けてカラレスに天誅を下したことと、合衆国日本建国の再宣言をしている。
ウィザードことオイアグロからは「カオス」と評されており、オルフェウスとオルドリンの二人を絶対に関わらせてはいけないと語っている。
皇帝即位後に謁見してきたマリーベルの真意に気付き、新型のKGFを提供する。
紅月カレン（こうづき カレン）
元は兄のナオトと彼の親友であった扇要が率いる、レジスタンス組織の一員。「SIDE：オルフェウス」では卜部と共にインドに潜伏していたが、紅蓮弐式の新装備「甲壱型腕」を届けるミッションを帯びていたオルフェウスと共に、自分を追ってきたブリタニア軍の特殊部隊「ブルーバロンズ」と戦う。
卜部巧雪（うらべ こうせつ）
元は旧日本軍の軍人で、藤堂鏡志朗配下の「四聖剣」の1人。黒の騎士団がブラックリベリオンで敗れてからは、カレンと共にインドに潜伏している。

#### 神聖ブリタニア帝国

##### 『無印』より登場
枢木スザク（くるるぎ スザク）
元は旧日本政府最後の総理大臣であった枢木ゲンブの息子にして、ルルーシュの親友であった人物。「SIDE：オルドリン」のプロローグでは彼とユーフェミアとの絆と悲劇的な死別、そしてゼロことルルーシュとの対決にスポットライトが当てられている。また、劇中現在ではナイトオブセブンの地位にあり、KMFの適性シミュレーターではオールSという、ナイトオブラウンズの中でもあり得ないほどの結果を出したことが語られている。
シャルル・ジ・ブリタニア
神聖ブリタニア帝国第98代皇帝。R2劇中の回想シーンでは元々ブリタニア人ではないスザクを個人的に気に入り、その成果や力量、精神を高く評価して初のナンバーズ出身のナイトオブラウンズに取り立てているが、本作品ではかつて激高のあまり自分に剣を向け、皇位継承権を剥奪されたマリーベルが未だ自分を恨んでいると知りつつも、テロリストとの戦いに向けた努力や信念を認め、皇位継承権を改めて与える懐の深さを見せている。
シュナイゼル・エル・ブリタニア
神聖ブリタニア帝国第2皇子。「SIDE：オルドリン」ではマリーベルを信頼している様子を見せているが、その実彼女を駒の中の1つとしか見ていない節があり、マリーベルもそれを承知している。また、式典の場ではマリーベルと共に笑顔を浮かべる姿があるが、実はそれはプロパガンダのために自分とマリーベルに付けさせた仮面でしかなく、テレビでそれを見たオルドリンはマリーベルの仮面の笑顔を「笑っていない」と評している。
コーネリア・リ・ブリタニア / ネリス
神聖ブリタニア帝国第2皇女。「SIDE：オルフェウス」では妹ユーフェミアを奪った「ギアス」を追って世界を流離う中、中華連邦のモンゴル行政区にある小さな街を、KMFで武装した集団から守っていた。オルフェウスが救援に来たので早々と立ち去ろうとするが、彼の知るギアスの情報を知るために共闘。左腕が使えずとも、グロースターの操縦に支障はなかった。なお、この時は「ネリス」と偽名を使っていた。
オデュッセウス・ウ・ブリタニア
神聖ブリタニア帝国第1皇子。「SIDE：オルドリン」ではカリーヌと共に、グリンダ騎士団とファイアーボールズの記念試合を観戦する。また、劇中では温厚な人柄を見せつつ、時に変人じみた面も見せている。
カリーヌ・ネ・ブリタニア
神聖ブリタニア帝国第5皇女。「SIDE：オルフェウス」では香港租界を統括している一方で、宮廷内での地位向上のために、オイアグロ率いるプルートーンと張り合う一幕もあった。
「SIDE：オルドリン」では、記念試合を観戦していたところを「タレイラン・チルドレン」のテロに巻き込まれ、ダスコ用に手配していたランスロット・トライアルごと投降して事態収拾を図る。しかし、それを察した異母姉のマリーベルに阻止され、ランスロット・トライアルのキーを託した。
その後、フレイヤで死亡したかに思われたが専任騎士であったダスコに保護され、記憶を失いながらも生き延びていた。
ロイド・アスプルンド
伯爵の爵位を持つブリタニア軍の技術者で、特派改めキャメロットの主任。「SIDE：オルドリン」ではセシルと共にランスロット・グレイルを開発し、グリンダ騎士団の元へ届けたのを契機に、騎士団の面々と親交を持つ。
セシル・クルーミー
ロイドやラクシャータの元後輩にして、特派改めキャメロットの技術者。「SIDE：オルドリン」では、ロイドの奇人的な振る舞いに対するフォローをしている。
カノン・マルディーニ
シュナイゼルの忠実な側近。マリーベルと擦れ違い、クララの死を目の当たりにして失意に陥っていたオルドリンに、皇族に仕える筆頭騎士としての心構えを諭している。化粧品会社を経営しているらしく、ソキアに使っているファンデーションを聞かれた際には、喜々として皇族御用達の自社ブランドであることを自慢している。
「02」では、マリーベル率いる大グリンダ騎士団の主力部隊を見て、一総督・一皇族として持つ戦力としては過大すぎることに不安を覚えており、彼女が反乱を企てているのではないかと考えている。
ノネットとは旧知の間柄だが、負傷したコーネリアを引き渡す際に腹を殴られて、これもシュナイゼルの指示か、コーネリアを救って何を謀ろうとしていると問い詰められ、「私は殿下が欠け落とされた心の一部」と発言。それを相互依存願望だと捉え、嫌悪したノネットに決別されてしまった。
モニカ・クルシェフスキー
ブリタニア最強の12騎士「ナイトオブラウンズ」のナイトオブトゥエルブ。
「SIDE：オルドリン」 ではサンクトペテルブルクへ向かう途上の地中海にいたグリンダ騎士団に、ラウンズ権限でテロ組織「サハラの牙」と交戦する友軍の増援を要請する。
「SIDE：オルフェウス」では、スロニムで鹵獲されたE.U.のKMFのテストのために訪れていたカンボジアでブリタニア兵の暴行を見咎めたオルフェウスに遭遇し、食事の約束を交わす。しかし、互いにそうだと知らずにオルフェウスとKMFで交戦し、機体を破壊されて負傷し、本国へ搬送されて彼との食事の約束は適わなかった。なお、彼女自身は無自覚ながらオルフェウスに好意を抱き、オルフェウスも彼女に少なからず好感を抱いていた模様。「正義は平等に与えられる」という理想主義的な信念と、ナンバーズへの偏見が無い面も見せている。

##### 『02』より登場
ビスマルク・ヴァルトシュタイン
ブリタニア最強の12騎士「ナイトオブラウンズ」のナイトオブワンで、ブリタニア帝国最強の騎士。
ジヴォン家が完成させ、搬送させてきた新型の大型KMF「ギャラハッド」を一目見て気に入っている。しかし、オイアグロの不可解な行動から彼のことを「魔法使い（ウィザード）」と評するなど、その裏の顔について気付いている節がある。
ノネット・エニアグラム
ブリタニア最強の12騎士「ナイトオブラウンズ」のナイトオブナイン。ゲーム版『LOST COLORS』からの登場人物。シュナイゼルの命令で大グリンダ騎士団の監視のためにエリア24へと赴く。
カノンとは旧知の間柄であり、ハンカチや化粧といった身だしなみの世話を焼かれる他、シュナイゼルを「坊や」扱いして釘を刺されている。ある騎士を探しており、それがライアーではないかという疑問を抱いていたが、彼女の探す騎士は銀髪であったために探し人ではなかった。貴族としての固有の領地を有しているが、カノンによると農園ばかりの田舎らしい。また、「ポケットに何も入れない」主義であるために直属の部隊を率いていない。
オルドリンとソキアの復帰後、自らの指揮下に入るオルドリンとの決闘を通じて、彼女たちの強さの秘訣が経験と信頼に基づいていることを悟る。第二次トウキョウ決戦ではグランベリーでオルドリンたちの指揮を執り、ゲフィオンディスターバーの破壊と航空部隊の撃破およびナナリー救出の指揮を執る。
トウキョウからナナリーをカンボジアへ移送した後は彼女の警護に就き、ルルーシュの即位後はビスマルクからシュナイゼルたちの警護の命令を受けていたために叛乱には参加していなかった。しかし、グリンダ騎士団が咲世子の脱走を手助けしたことで共に孤立させられるが、コーネリアの負傷をきっかけにシュナイゼルとカノンを見限って、グリンダ騎士団と共に離反する。ルルーシュの世界掌握後は、コーネリアやミス・エックスと共にルルーシュ暗殺に伴うダモクレスの無力化の計画を練り、グランベリーで強襲作戦に参加。最後まで生き延びたことで、スザクたち三人と同じく、ゼロレクイエム完遂まで生き残った「ラウンズ」となる。
ゼロレクイエムの後も、オイアグロと共にオルドリンを補佐しつつ、指揮官としてグリンダ騎士団に所属し続けている。
ルキアーノ・ブラッドリー
ブリタニア最強の12騎士「ナイトオブラウンズ」のナイトオブテン。「血塗られた古の貴族」と呼称される「ブラッドリー家」の末裔で、度重なる凶状によってビスマルクに成敗され、それを機に神聖ブリタニア帝国に恭順を誓っている。レオンハルトからは「一見血に飢えた狂戦士で、その実は冷静な洞察力と嗅覚を持つ狩人」と評されている。
エリア24に訪れて、自らの直属部隊である「グラウサム・ヴァルキリエ隊」の使用KMFである「ヴィンセント」の補充パーツや弾薬を受け取っているが、ヴィンセントプランのKMFを使用していないはずの大グリンダ騎士団の元に、ヴィンセントの予備パーツが大量にあったことから、騎士団に隠された裏側について、薄々と気付いている模様。
また、スザクとの確執もより顕著に描かれ、キュウシュウへ赴く前には「皇女様に取り入ることだ」と皮肉を言っている。

#### 中華連邦
黎星刻（リー・シンクー）
中華連邦の武官。後に時系列上未来にあたる『R2』において、黒の騎士団の総司令となる。「SIDE：オルドリン」のプロローグに登場。
周香凛（ジョウ・チャンリン）
中華連邦の女性士官。後に時系列上未来にあたる『R2』において、黒の騎士団の参謀長官となる。「SIDE：オルドリン」のプロローグに登場。
澤崎敦（さわさき あつし）
元は第二次枢木政権時の官房長官で、敗戦後は中華連邦に亡命して復権の機会を窺い、曹と組んでキュウシュウ戦役を起こすもののゼロとスザクによって失敗した挙句ブリタニア側に身柄を拘束された人物。「SIDE：オルフェウス」では、拘束後にブリタニア当局の手で処刑されるに至った彼の末路が描かれている。また、亡命時に同行した旧日本政府関係者の中に、息子の幸麿も含まれていたことが判明した。
曹（ツァオ）
中華連邦遼東軍管区の将軍で、敦と組んでキュウシュウ戦役を起こすも失敗した末、彼と同じくブリタニア側に身柄を拘束された人物。その後は『反逆のルルーシュ』劇中におけるシュナイゼルとシャルルの会話で、捕虜となった中華連邦の将兵共々身柄を送り返す旨が語られていたが、「SIDE：オルフェウス」では中華連邦へ生還したことが判明した。また、地方軍区の実力者である大宦官を後ろ盾にしていたが、そのコネが敦を失った幸麿の出世へと繋がってゆく。

#### ギアス関連
V.V.（ヴイツー）
シャルルの双子の兄にして、ギアス嚮団の現嚮主。元々皇族の生まれであることから、オルフェウスやオルドリンも知らない2人の出自の詳細、そしてジヴォン家の裏の姿をオイアグロ以外で詳しく知っている、数少ない人物。『無印』の終盤にてマリーベルと接触し、彼女と契約を行い「絶対服従」のギアスを与えた。
『02』では、ギアスを与えたマリーベルが、オルフェウスを筆頭騎士として従わせ続けることを不満に思っているらしく、ジェレミアを差し向けてギアスキャンセラーで記憶を取り戻させようとしていた模様。
ジェレミア・ゴットバルト
『02』より登場。元・ブリタニア軍所属の軍人で、現在はV.V.の私兵として戦う。エリア24の「マドリードの星襲撃事件」から数日後に政庁を襲撃し、マリーベルの筆頭騎士であるライアー（オルフェウス）と交戦するが、彼がギアスで操られていることに気付き、ギアスキャンセラーをかけている。しかしバイザーが原因で、不完全ながらも遮断されたことで、ライアーがオルフェウスとしての記憶を完全に取り戻すことは出来なかったが、僅かながらに覚えていたエウリアが、面影のあるマリーベルとは別人であったことに気付くなど、断片的ながらも記憶を取り戻す「鍵」を知る切っ掛けになっている。この時、ライアーを庇ったマリーベルにはギアスキャンセラーが直接かかり、彼女がシャルルから受けていたギアスの効力が解ける。マリーベルがギアス能力者であることも知っており、ルルーシュ以上にギアスを使うことへの躊躇いが無く、自分に絶対服従する私兵集団を結成した彼女を「力に溺れた人間細工魔女」と酷評している。

## 登場兵器

### ピースマーク
白炎（びゃくえん）
オルフェウス専用のKMF。インド軍区で数台製造された紅蓮壱式をベースにオルフェウス用に特殊なカスタマイズが施され、カラーリングは白。
主武装は右腕の複合兵装腕「七式統合兵装右腕部」に集約されており、通常時の壱式自在掌（マニピュレーター）、弐式特斬刃（近接用のブレード）、参式荒咬鋏（大鋏）、四式熱斬刃（大型ブレード）、伍式穿芯角（ドリル）、六式衝撃砲（超高出力電磁加速砲）、七式超電磁砲（六式衝撃砲以上の威力の電磁加速砲。白炎の時点では未完成のため、使用不可。）の全7種の機能を有する。また、カブトムシの角のような頭部には、自機の半径100mのサクラダイトの活性を停止させる小型のゲフィオン・デイスターバー「ゲフィオン・ブレイカー」を搭載している。ただし白炎本体に対策が施されていないため、効果中は自身も活動を停止してしまう。劇中では、オルフェウスと共に様々なミッションに参加し、多大な戦果をあげていたが、中華連邦でのオルドリンが駆るランスロット・グレイルとの戦闘中に、ウィザードのアグラヴェインのMVSを動力部に突き立てられ、中破し行動不能となった。行動不能となった本機は、その後ガナバティとズィーに回収され修復された。
白炎可翔（びゃくえん かしょう）
修復を終えた白炎に、追加装備としてラクシャータ・チャウラーの開発した試作型の飛翔滑走翼を装備させた状態。後の正式採用型の飛翔滑走翼に装備されていた小型ミサイルは装備されていないが、元々白炎は複合兵装の右腕によって多数の攻撃方法を持っているため、さほど問題にはなっていない。
烈火白炎（れっかびゃくえん）
中華連邦での戦闘で、損傷した白炎をガナバティが修復・強化改修した機体。機体の外見は頭部を除き、改修前とほぼ変化はないが、内部フレームとOSが一新されたことで基本性能がベースアップされている。武装も頭部の「ゲフィオン・ブレイカー」は指向性を持たせた「ディレックティッド・ゲフィオン・ブレイカー」に強化しており、効果範囲の狭小化と引き換えに自機を停止させずに停止対象を選択できるようになった。また、「七式統合兵装右腕部」の未完成だったの七つ目の機能「七式超電磁砲」も外付けの「可変型超電磁砲身装置」を用いることで実用化に成功。「七式超電磁砲」は、100m以内で有ればブレイズ・ルミナスも貫通可能な威力を有しつつ、「可変型超電磁砲身装置」内に独立したパワーソースを備えているため、本体の稼働時間を圧迫しないものになっている。
業火白炎（ごうかびゃくえん）
マドリードでの最終決戦に際し、一対多数の戦闘を念頭に烈火白炎を強化改修した機体。頭部の「ディレックティッド・ゲフィオン・ブレイカー」は、「ゲフィオン・ブラスター」へと改良。「ゲフィオン・ブラスター」は、これまでのゲフィオン機構の「照射対象のサクラダイトの不活性化による一時的な機能停止」から「照射対象のバッテリーや駆動系に持つサクラダイトを融解・破壊し使用不能にする」という攻撃的なものへと変化しており、ゲフィオン対策が施された第七世代以降のKMFであろうと至近距離から連続照射すれば内部構造にダメージを与えることが可能となっている。これまで特に固定武装の無かった左腕には、輻射障壁を発生させる「絶対障壁左腕」が装備された。「絶対障壁左腕」の輻射障壁の出力は、ガウェイン級のハドロン砲を防ぎきるほどであり、またグリンダ騎士団からもたらされたブリタニアの技術を応用した大型腕への変形機構も備える。強化改修により機体性能は飛躍的に高まっており、烈火白炎の時点では戦闘力が互角だったアグラヴェインを一方的に破壊するなど、機体性能は第九世代KMFに迫るほどのものとなっている。ただし、改修が上半身に集中したことで、元々トップヘビー気味だった機体バランスはさらに劣悪なものとなっており、オルフェウス以外には到底扱えないものとなっている。

グラスゴー（オルフェウス仕様）
オルフェウス専用機としての調整が施された、ウィザードが修復中となっている白炎の代替機に用意したKMF。見た目は白く塗装された第四世代機のグラスゴーであるが、オルフェウスの能力に合わせて徹底的なチューンナップが施されており、搭乗者の技量によっては、後継機であるサザーランドや、当時の最新鋭機の月下にも引けを取らない優秀な機体である。
オルフェウスに譲渡された当初は、アサルトライフルとコンバットナイフだけが武装であったが、後にガトリングガンとドリルを組み合わせた複合武器である「ミンチメーカー」（ズィー命名）が追加装備され、より高い戦闘能力を誇る機体となっている。
グラスゴー（賭け試合仕様）
タイの闇社会で開催される、KMFを用いた賭け試合で使用されているグラスゴー。カラーリングは灰色で、左肩のみ白と赤でマーキングがされているが、武装や本体はブリタニア本国のグラスゴーと同じ。ゼッド・ザ・タイガーことズィーをピースマークに勧誘するミッションを受けたオルフェウスが、彼と接触すべく賭け試合に参加するのに用いた。

月下紫電
ズィーのためにガナバティが発注した専用の月下。反ブリタニア勢力向けに生産された「望型」の月下をベースに多種多様な近接武器を装備している。
この装備は主にズィーのオーダーで選ばれており、元々ズィーが得意とする戦闘スタイルに合わせた設計となっている。
グラスゴー（ゼッド・ザ・タイガー仕様）
ズィーが、タイのKMFを用いた賭け試合の不敗のチャンピオン「ゼッド・ザ・タイガー」を名乗っていた当時の愛機。本体のカラーリングは黒みがかった灰色で、両肩は紫。左肩には「紫電龍」の文字をあたかも龍のごとく意匠化したパーソナルマークが描かれている。また、機体は徹底的にチューンアップされているため、通常のグラスゴーよりもハイスペックである。

### 神聖ブリタニア帝国

#### グリンダ騎士団
所属機は一部を除き、部隊のシンボルカラーである赤を主体に、各部を黄色で塗装している。また、シュナイゼルの根回しによって、ナイトオブラウンズ専用機の試作型にあたる機体が、優先的に配備されている。

ランスロット・グレイル
オルドリン専用のKMF。いくつか造られたランスロットの予備パーツで、ランスロットの量産を目的とした試作機ヴィンセントのそのまた試作型として組み上げられたランスロット・トライアルをオルドリン用にチューンアップしている。オリジナルの基本装備であるMVS・ヴァリス・スラッシュハーケンに代わり、ブレイズルミナスの停滞と超硬度の両立を目的とした特殊合金「シュロッター鋼合金」で構成された刀身を持つ「シュロッター鋼ソード」を得物としており、背面のマント兼ソードラックに「ソードブレイザー」として左右対称に装備、その状態から2本のソードから成りスラッシュハーケンと同様に扱う「ソードハーケン」を射出する。また、僚機とのドッキングによる連携が可能だが、合体機構の都合上ソードラックを外す必要があり、グレイル側は丸腰になるという欠点がある。
劇中ではオルドリンと共に世界各地と飛び回り、多大な戦果を挙げていたが、中華連邦でのピースマークとの戦闘に割り込んだアグラヴェインの攻撃を受け中破、直後にオルドリンが消息不明となったため、機体はグリンダ騎士団によって回収された。その後は戦線に投入されることなく整備を受けるだけだったが、記憶を取り戻したオルドリンの復帰により再び騎士団の指揮官機となる。第二次トウキョウ決戦参加直前には武装の改修を受け、ソードブレイザーを廃してオリジナル同様コクピットブロックにMVSを装備し、僚機とのドッキング時に本体武装が無くなる弱点を克服した。その後、ダモクレスへの強襲作戦に備え、ハイグレイルへ改修された。
グレイル・エアキャヴァルリー
ブラッドフォードとの合体形態。グレイルの背部にフォートレスモードのブラッドフォードをドッキングさせ、両機に搭載されたユグドラシル・ドライブ連結によって出力が大幅に引き上げられることで音速飛行が可能になっている。
グレイル・チャリオット
ゼットランドとの合体形態。砲撃形態になったゼットランドの背後にグレイルが騎乗し、両機のユグドラシル・ドライブ連結による高出力砲撃「メガハドロンランチャー・フルブラスト」が使用可能になる。
グレイル・ワルキューレ
シェフィールドとの合体形態。グレイルの背部に変形したシェフィールドがドッキングし、ドルイド・ウァテスシステムにより索敵能力が向上する。合体形態はシェフィールドの腰部ユニットがドレスのようになっており、オルドリンの存在も相まってワルキューレの名にふさわしいフォルムをしている。
ランスロット・ハイグレイル
マドリードでの決戦に際し、キャメロット主導のKMF強化計画「エメラルド・プラン」に従いグレイルを強化した姿。ヴィンセント・グラム運用により得られたノウハウを注ぎ込むことで、機体とOSはランスロットとヴィンセントのハイブリッドとなっている。肩部に内蔵されたフロートユニットにより単機での飛行が可能になり、武装も強化されている。また、僚機との合体機構も健在。

ブラッドフォード
ナイトオブラウンズ専用機の一つである「トリスタン」の試作機である可変型KMF。開発は、ヴァインベルグ家に仕える技術系貴族のシュタイナー家が行っている。ロールアウト前の機体カラーリングはトリスタン同様の白・青系統だったが、後に獅子のような茶色・オレンジ色に変更された。
武装もトリスタンの武装の原型となる武装が搭載されているが、専用武器であるデュアルアームズは、KMF時はタングステン鋼ブレード、フォートレス時はリニアレールガンとして運用する。
ランスロット・グレイルとの連結機構も備えており、フロートシステムとしてバックパックに連結することで、空戦能力付加と火力向上を両立させた「ランスロット・グレイル・エアキャヴァルリー」となる。
開発に関わったシュタイナー家の出身であるレオンハルトが搭乗者となる。テストパイロットは、彼の婚約者であるマリーカ・ソレイシィが務めた。作中の発言からレオンハルトの搭乗機以外にも複数機生産され、以降はジノの研究チームとして解体、再編されたシュタイナー・コンツェルンから予備パーツなどが送られる。
ブラッドフォード・ブレイブ
「エメラルド・プラン」に従い、ブラッドフォードを強化した姿。頭部がより獅子を模したフォルムになり、デュアルアームズとハーケンの武装も大幅に強化されている。グレイルとの合体時には2機のドライブを連結することで、高エネルギーで構成された衝角「ルミナス・ラム」を展開させ突貫することが可能になった。

ゼットランド
ナイトオブラウンズ専用機の一つである「モルドレッド」の試作機である重砲撃型KMF。複数機が生産され、一号機はティンクがテストパイロットを務めていた。
強固な装甲と大火力をもっての拠点防衛を目的に開発され、モルドレッドのメイン武装である「シュタルクハドロン砲」の元になった「メガ・ハドロンランチャー」を装備しているのが最大の特徴。また、ランスロットでの運用により実戦での有用性が証明されたブレイズルミナスの広範囲型発生型も、両肩部に装備している。
ゼットランド・ハート
「エメラルド・プラン」に従い、ゼットランドを強化した姿。左肩にマルチエナジーデバイスを追加し、メガ・ハドロンランチャーと組み合わせることで火力を増強した「ギガ・ハドロンランチャー」として運用することができる。

サザーランド・アイ
サザーランドに索敵・指揮能力向上を目的とした電子戦装備と試作武器を追加し、改修した実験機。
ファクトスフィアに高度な演算処理システムを接続することで、戦場を詳細に把握することができる。また、将来的な量産を目的としたヴァリスとシュロッター鋼ナイフを装備しているが、本体のエナジーフィラーだけではヴァリスのエネルギーを賄えないため、左腕にユグドラシルドライブを外付けしている。
ゼットランドと同時にグリンダ騎士団に配備され、ソキアの搭乗機となるが、中華連邦での紅巾党との戦闘で両腕を破壊され中破した。
シェフィールド
ノネット所有の開発ラインで建造されたKMF。電子戦に特化している。第二次トウキョウ決戦の際に、ソキア用に調整をされて実戦に投入される。
シェフィールド・アイ
マドリードでの決戦に際し、「エメラルド・プラン」に従ってシェフィールドを強化した姿。グレイル・ブラッドフォード・ゼットランドを含めた4機を繋ぐ相互情報リンクシステム『VTDS（Vates Tactical Date System）』の中核を成す機体で、武装は通常のスラッシュハーケンに加え、ウァテス・システムを用いた高精度行動予測から標的を自動捕捉する半自律型武装「ACOハーケン」。

ヴィンセント・グラム
『O2』にてエリア24総督マリーベルの新たな筆頭騎士となったライアー（オルフェウス）の専用KMFで、ヴィンセントのカスタム機。ライアーの希望で全ての装備を機体内蔵式にしており、両手を自由に使えるようにしている。独自の武装として、補助腕「ウルブストゥース」を左肩に装備している。また、ランスロット・グレイルと同様にブラッドフォードやゼットランドとの連携による運用が可能である上に、グラム自体が内装による武装のため、主武装を失うこと無く運用が出来る利点もある。機体の総合性能は、量産機ベースのカスタム機でありながら、ラウンズ機であるトリスタンとモルドレッドを同時に相手にしても互角以上に渡りあえるほど。
白を基調とした機体カラーリングと頭部右側に装着されたマスクから、反ブリタニア勢力からは「白マスク」と呼ばれる。
ヴィンセント・グラム・エアキャヴァルリー
ブラッドフォードとの合体形態。
ヴィンセント・グラム・チャリオット
ゼットランドとの合体形態。
ヴィンセント・グラムノワール
記憶を取り戻したオルフェウスが龍門石窟で放棄したヴィンセント・グラムをグリンダ騎士団が回収した後、マリーベルの意向でシュバルツァー搭乗機として改修・調整された姿。ダモクレス攻防戦でランスロット・ハイグレイルとの交戦によって破壊され、ヨハン・シュバルツァーも戦死した。「ノワール」の名の通り、機体色はグラムと正反対の漆黒。

ヴィンセント・グリンダ
大グリンダ騎士団のマリーベル直属部隊である「リドール・ナイツ」仕様となっている、真紅に塗られたヴィンセント。グリンダ騎士団結成当初のパイロットであるオルドリン、レオンハルト、ティンク、ソキア4人の実戦データによって最適化されたバトルプログラムが組み込まれていることで、並以下の操縦技術しかないパイロットでもエース級の戦果を挙げることが可能になっている。また、武装も豊富であり、近接武装から射撃武装と幅広く装備している。
しかし性能や武装以上に恐ろしいのは、マリーベルの仕掛けた「絶対服従」のギアスによって自我を奪われたリドール・ナイツの面々であり、10機にも満たない敵に対し、圧倒的物量による殲滅戦を行うなど、人間としての倫理や道徳を無視した残忍な戦い方も躊躇わない冷酷無双な殺戮人形（キリング・マシーン）と化してしまっている。
量産試作機のヴィンセントは高性能の反面、高コストの機体であるが、マリーベルは秘密裏に資金を調達し騎士と同数の88機を確保、さらに他の勢力に警戒されないよう部隊の存在自体を秘匿している。

グロースター・グリンダ
グロースターのグリンダ騎士団仕様。MVSを2本装備しているが、ランスロットのようにエネルギー問題の解消が行われていないため、長時間の使用が出来ない欠点を持つ。オルドリンの予備の搭乗機。
『02』では、大グリンダ騎士団の主力機として大量生産されており、前線で指揮を執るシュバルツァー将軍なども搭乗している。グリンダ天空騎士団の所属機はフロートユニット、対KMF用ランスを装備しており、グリンダ重装騎士団の所属機は大型キャノン砲や携帯式のハドロン砲等を装備している。

サザーランド・グリンダ
サザーランドのグリンダ騎士団仕様。ソキア機、レオン機、ティンク機の計3機が配備されている。
従来型と比べ、各種武装に改良が加えられているが、最大の変更点は手投げ式だったケイオス爆雷がロケット弾の弾頭として射出する方式に改められており、遠距離から敵に大打撃を与えることが可能となっている。
『O2』でも大グリンダ騎士団の予備戦力として配備されており、ヴィンセント・グラムがオーバーホール中で使用できない状態にあったライアーが予備機として用いた。
サザーランド・スナイパー
サザーランドの狙撃戦仕様。
左腕に大型のシールド、右腕には携帯型のハドロン砲を装備しているのが特徴。命中率を向上させるために、ファクトスフィアの部分も改良が施されている。
ポートマン・カスタム
「タレイランの翼」との戦闘を終えたグリンダ騎士団に配備された、ポートマンのカスタム機。配備数は2機と少ないものの、これによってグリンダ騎士団は当初予定していた陸海空全てに対応した機甲戦力を獲得し、海洋国家への遠征も可能となった。
エルファバ
ブリタニア皇帝となったルルーシュが、自分への恭順を示したマリーベルに下賜したKGF。受領後に改良が加えられ、コアユニットとしてランスロット・トライアルが組み込まれている。KGF側に内蔵された大型リニアライフル、マニピュレーターを兼ねた拡散ハドロン砲に加え、コアであるランスロット・トライアルも上半身が露出しているため、MVSとヴァリスを使用することができ、さらにマリーベルの並外れた適性によって、神経電位接続なしでも他を寄せ付けない性能を発揮している。
VTOL
飛行能力を持たないKMFを戦場上空へ輸送するのに用いられる無人機。『反逆のルルーシュ・R2』劇中で登場するナイトメアVTOL T4とは外観も機能も同じだが、グラスゴーやサザーランドの輸送に用いられていた同作とは異なり、本作品ではランスロット・グレイルの輸送にも用いられている。グランベリー艦内には、5機搭載されている。
グランベリー
グリンダ騎士団の旗艦であるカールレオン級浮遊航空艦。騎士団のシンボルカラーである赤で塗装されているのが特徴。居住性とKMF母艦としての機能を両立しており、艦長にして皇女でもあるマリーベルの部屋は天蓋付きのベッドのある豪華な作りになっている。
本艦は元々急造された軍艦であることから、当初は性能面で特に不具合は無かったものの、乗員用エレベーターが一部稼働していないことから乗員が艦内を移動するのに支障をきたしていた。「タレイランの翼」との戦闘では帝都ペンドラゴン爆撃を阻止するために無理な運用をした結果、戦闘終了後にはキャリフォルニア機甲軍需工廠のロンゴミニアドファクトリーにドック入りするのを余儀なくされたが、第7世代KMFの運用で得られたデータを元に改良が加えられた結果、巡航速度が70ノット向上された。
ネッサローズ
大グリンダ騎士団が保有する、カールレオン級浮遊航空艦。グランベリーと同じく赤で塗装されているが、艦体両側に刃のような大型ウイングが追加されており、ソキアからは「悪そうなグランベリー」と呼ばれている。

#### プルートーン
所属機は黒をベースに、紫を含むカラーリングとなっている。

サザーランド（プルートーン仕様）
プルートーンで使われているサザーランド。内部フレームやOS面がカスタマイズされているので、一般部隊のサザーランドよりも高性能である。
プルートーンの主力機にして、かつてオイアグロと彼の4人の部下がオルフェウスとエウリアが安住の日々を過ごしていたハンガリーの村を襲撃し、エウリアや村人たちを虐殺したKMFであるため、オルフェウスにとっては因縁深い存在である。
ポートマン（プルートーン仕様）
プルートーンで使われているポートマン。水陸両用機という特性から、劇中ではシャロン・トラジット率いる部隊が中華連邦が建造した潮力発電用の人工島（後の蓬莱島）を秘密裏に破壊する任務に用いた。この時は秘密裏に破壊工作を進める関係で本来の武装である魚雷は装備されず、指向性爆薬を装備していた。
ポートマン（シャロン機）
シャロン・トラジットが搭乗する隊長機のポートマン。部下が搭乗するポートマンとは異なり、両椀部の爪型マニピュレーターにMVSが内蔵されており、格闘攻撃力が向上している。
グロースター（プルートーン仕様）
『O2』における、プルートーンのアマクサことハイド・スネイプ配下の強襲部隊が用いているグロースター。
ヴィンセント（プルートーン仕様）
『O2』における、プルートーンのアマクサことハイド・スネイプが用いているヴィンセント。

#### ブリタニア軍
グラスゴー（初期型）
ブリタニアの日本侵攻時に実戦投入されたグラスゴー。『反逆のルルーシュ』劇中でカレンが語った「コックピットに熱が篭りやすく、居住性が悪い」という欠点について、本作品ではそれを反映した会話のやりとりがある。
グラスゴー（セキュリティガード仕様）
ブリタニア本国の工業都市サウスヘブンにあるロイヤル・エアロノーティカル・オードナンスに配備されている、警備用のグラスゴー。機体色は青紫で、一般のKMF部隊に配備されているサザーランドに近い。警備任務のため、大型の盾を装備している。
グラスゴー（タレイランの翼仕様）
ウィルバー率いる反皇族テロ組織「タレイランの翼」に参加したブリタニア軍の若手将校が使用するグラスゴー。主戦力のサザーランド・イカロスやサマセットとは異なり、バミューダ要塞島での地上戦でのみ使われた。
グラスゴー（ユーロ・ブリタニア仕様）
ユーロ・ブリタニア軍に配備されているグラスゴー。カラーリングは灰色と茶。
グラスゴー（タイ駐留軍仕様）
ブリタニアと中華連邦が共同統治するタイに配備されているグラスゴー。後発機のサザーランドと同様の戦闘用ランスを装備している。
ナイトポリス（ブリタニア警察仕様）
ブリタニア警察仕様のグラスゴー。警察が本機を導入したことでギャングの類はオデュッセウスが認可した「臣民更生プログラム」によって廃業するか、縄張りを捨てて本国よりも規制が緩い「エリア」へ流れるかの選択を余儀なくされた。
ナイトポリス（警備騎士団仕様）
アレクセイ率いる警備騎士団で使用されているナイトポリス。スタジアム占拠事件では「タレイラン・チルドレン」に属しており、側頭部に同組織の紋章である黒い翼が描かれている。
サザーランド（ユーロ・ブリタニア軍KMF特殊部隊仕様）
ユーロ・ブリタニア軍のKMF特殊部隊に配備されているサザーランド。機体色は青と黒で、一般部隊の配備機とは若干異なる。
サザーランド（ブルーバロンズ仕様）
特殊部隊「ブルーバロンズ」で使われているサザーランド。機体色は青が主で、白と黄色を含む。
サザーランド（警備騎士団仕様）
アレクセイ率いる警備騎士団で使われているサザーランド。騎士団内では貴族が主に搭乗している。主武装は射程強化型のコイルガンで、副武装は打撃兼用のシールドだが、その関係でトンファーはオミットされている。スタジアム占拠事件では「タレイラン・チルドレン」に属しており、シールドに同組織の紋章である黒い翼が描かれている。
サザーランド（聖ミカエル騎士団仕様）
ユーロ・ブリタニアの聖ミカエル騎士団で使われているサザーランド。機体色は白と赤。
サザーランド浮遊航空実験機
別名「サザーランド・エア」。ブリタニア空軍が空戦に対応したKMFの運用体制を整えるべく、サザーランドとフロートシステムを組み合わせて生み出された実験機としては最終量産型の試作機に当たる。機体色は灰色が主で、赤を含む。オルフェウスから得られた飛翔滑走翼の運用データを含めても、独力での開発が袋小路に入ったラクシャータがこれを打開すべく、自らオルフェウスに本機強奪のミッションを依頼した。

サザーランド・イカロス
ウィルバー・ミルビルの提唱した「天空騎士団構想」を元に開発されたKMF内蔵型KGF。
高機動と重火力を両立させた機体で、豊富な固定武装に加え、両翼部分にはオプション装備として爆撃用コンテナを装備可能。劇中では高威力のHEIAP（徹甲炸裂焼夷弾）が爆撃用コンテナに搭載されていた。
共通しているコンセプト、およびKGFのデータと引き替えにインド軍区から戦力提供を受けたというウィルバーの発言からも、後に開発されるジェレミア・ゴットバルト専用KGF「サザーランド・ジーク」は、本機とジークフリートを元にして開発されたものと思われる。
サザーランドW
サザーランド・イカロスのコアユニットとなるKMF。サザーランドをベースとしており、形状は後に開発されるサザーランド・ジークのコアユニット「サザーランドJ」と共通する部分が多く、脚部は簡易型のフロートユニットになっており、単独での飛行が可能になっている。
グロースター（コーネリア専用機）
コーネリアの愛機であるグロースター。形式番号はRPI-00/SC。「SIDE：オルドリン」のプロローグでは、エリア11の総督となったコーネリアの活躍と共に登場。それから月日を経た「SIDE：オルフェウス」では左腕が無く、頭部も左に突き出た角が無い状態であるのをコックピット共々布で覆い、前垂れにあったブリタニアの紋章が消された、みすぼらしい外見となっているが、元の高性能とコーネリア本人の技量により実戦可能な状態にある。
グロースター（ブルーバロンズ仕様）
特殊部隊「ブルーバロンズ」で使用されているグロースター。同隊のサザーランドとは異なり、機体色は白が主で、青と黄色を含む。

ランスロット・トライアル
ランスロット量産化計画に伴い開発された量産試作機。赤を基調としたカラーリングから「赤ランスロット」とも呼ばれる。予備パーツから数機が組み上げられ、そのうちの一機がオルドリン用にランスロット・グレイルとして調整された。後にマリーベルもカリーヌから譲り受ける形で入手し、有事の際の専用機として運用している。
テレビアニメ第1期が放送される前に『月刊ニュータイプ』に掲載された赤い初期型ランスロットのイラストをモチーフにデザインされている。

ランスロット・クラブ
ラウンズであるノネット・エニアグラムが所有するKMF。ラウンズ専用機となっているが、元々はヴィンセントプランの最初期に建造されたもので、サザーランドをベースにランスロットの予備パーツや試作部品を組み上げて作成された機体。搭乗するパイロットもノネットではなく、別の人間が乗ることを前提に設計されていた。開発当初の機体コンセプトは、遠距離からの射撃で敵戦力を分散させた後、一対一の形に持ち込み敵をしとめるというものであり、武装もヴィンセントと同系統のMVS、狙撃モードに切り替え可能な可変ライフルを装備していたが、ノネットの所有機となってからは、先の武装は全て外され、携行武器にランスロットと同タイプのMVSと対ナイトメア戦闘用ランス、追加の固定武装に両腕から出力されるブレイズルミナスコーンなど、近接戦闘武器中心に変更されている。
元々はゲーム版『LOST COLORS』にて初出した機体。

ゲッカ・カスタム
ブラックリベリオンにて敗退した黒の騎士団から接収した月下を改良した機体で、元は四聖剣・朝比奈の搭乗機だったもの。主武装であるランスを含めたブリタニア製KMF用の武装を使いやすくするため、両腕をグロースターのものに換装している。
ゲッカ・アロンソ
ゲッカ・カスタムをさらに発展させたカスタム機。オルフェウスとの戦闘でゲッカ・カスタムを破壊されていたため、本機の開発のために他の月下が調達されている。頭部にアンテナとファクトスフィアが増設され、グロースターに似た形状になっている。

フローレンス
トロモ機関がスロニムで撃破されたアレクサンダ・ドローンを入手し、ブリタニアの技術を用いて有人機に改修した機体。新たに両腕にMVSを、背部にハドロンブラスターを搭載している。変形機構は改良が加えられ、元々の脚部に加え腰部に追加したスラッシュハーケンを脚部とした四足歩行方式になり、両腕はMVSを展開して攻撃に利用できるようになっている。その様相はカマキリを彷彿とさせるものになっている。ナイトオブトゥエルブであるモニカがテストパイロットを担当したが、E.U.から機体の破壊を依頼されていたピースマークの襲撃に遭い、白炎に斬られ破壊された。
その後、修繕された本機がフロートシステムを装備してルルーシュ征伐に出撃するが、ランスロット・アルビオンに撃墜されモニカも戦死した。
名称の由来はアーサー王伝説に登場する円卓の騎士の1人「フローレンス」。

サマセット
飛行試作型として開発された可変型KMF。
折畳み型のKMFを改良する形で開発された。空戦と地上戦の双方に対応しているが、長距離進軍に際しては母艦による支援が必要。
元はブリタニア軍のKMFとして生み出されたが、「タレイランの翼」に参加した若手将校によって多数が使われることになった。

パロミデス
ナイトオブフォーのドロテアの専用KMF。ユーロ・ブリタニアで運用されたアフラマズダを試作機として開発された。
強靭な四肢はアフラマズダと共通しているが、肩部バインダーの武装はガトリング砲から大型ハドロン砲に変更されている。
ルルーシュ征伐に出撃するが、ランスロット・アルビオンに撃墜されドロテアも戦死した。
ハドリアヌス
ブリタニア海軍の空母で、バージニア方面艦隊に所属する。「タレイランの翼」の決起に際して同艦隊の各艦共々出撃するがサマセット部隊に拿捕され、その後は彼らの母艦として使われた。
ブリガンテス
アプソン将軍の座乗艦で、ノーフォーク基地駐留艦隊の旗艦である弩級空母。多数の艦載機を有する。「タレイランの翼」の決起に際してバージニア方面艦隊に次ぎ、僚艦共々出撃するが、艦隊や艦載機の戦力規模やアプソンの性格を読んでいたウィルバーによって劣勢に立たされた。
同艦隊所属艦の中で艦種や艦名が判明しているのは、空母「イングルバラ」、戦艦「サードルワース」と「ウェッセンデン」の3隻。

### 黒の騎士団
無頼（ぶらい）
日本でコピー製造されたグラスゴー。「SIDE：オルドリン」のプロローグで、黒の騎士団仕様の本機が多数登場する。
無頼（ゼロ機）
ゼロことルルーシュが搭乗する無頼。頭部が角の生えた鬼の頭を模った物であるのが特徴。「SIDE：オルドリン」のプロローグに登場する。
雷光（らいこう）
鹵獲品のグラスゴー4機と大型リニアキャノン「超電磁式榴散弾重砲」からなる多脚砲台。ブラックリベリオン時に黒の騎士団で運用された機体には、「神風」と「大和魂」が書かれていた。
紅蓮弐式（ぐれんにしき）
ラクシャータたちが独自開発したKMFにして、黒の騎士団のエースパイロットである紅月カレンの愛機。
月下（げっか）
紅蓮弐式の量産機で、藤堂や四聖剣の愛機。「SIDE：オルドリン」では実機ではないがシミュレーターでの訓練で、仮想の敵機として登場。
「SIDE : オルフェウス」において黒の騎士団が運用していた月下は正式には月下朔型（げっかさくがた）という、日本国内の反ブリタニア勢力向けに生産された機体であると判明した。
ガウェイン
元はブリタニアで開発された試作型KMFだったが、神根島でゼロことルルーシュが強奪して以降はルルーシュとC.C.の愛機ならびに黒の騎士団の指揮官機となった。「SIDE：オルドリン」のプロローグでは実機が、同本編ではシミュレーターでの訓練で仮想の敵機として登場。また、アグラヴェインのデータ照合をした際に最も高い適合率を持つKMFとして挙げられた。

### E.U.
アレクサンダ Type-01
E.U.が開発した、特殊作戦仕様のKMF。『亡国のアキト』の主人公機。
パンツァー・ヴェスペ
E.U.が開発したKMF。名前、外観共に主力機であるパンツァー・フンメルに似ているが、その関連性は不明。「SIDE：オルドリン」では宰相率いるサハラの牙が、鹵獲機と思しき本機を多数運用していた。劇中の会話によると「デザートタイプ」、「キャノンタイプ」なるバリエーションが存在するようだが、外観からは機関砲やキャノン砲が確認できる。
名前の「ヴェスペ」はドイツ語で「スズメバチ」を意味する単語で、全体を訳すると「機甲スズメバチ」となる。また、「ヴェスペ」自体は旧ドイツ陸軍の自走砲の名前として使われている。

### マドリードの星
アマネセール
エリア24の反ブリタニア勢力「マドリードの星」用に開発されたKMFで、暁のカスタム機。オルドリンが搭乗する。試験的に開発されたMVS用の発電装置「ブラッソ・カリエンテ」を使うことで、斬撃武装「エスパーダ」にブリタニア軍のMVSと同等の効果を付加させることができる。胸部に合計4枚ある「プルマ・リベールラ」は機体を守るだけでなく、エスパーダの鞘として機能する。このプルマ・リベールラには限られた範囲内においてエネルギーシールドを展開する機能も存在する。
近接戦闘特化の機体であるためにスラッシュハーケン以外の遠距離攻撃の武器を持たないが、オルドリンは「ブラッソ・カリエンテ」のエネルギーを攻撃用に放出することで遠距離戦闘を行えない弱点を補っている。
龍門石窟でのヴィンセント・グラムとの戦闘で大破した後の所在は不明だが、実働データが後の紅蓮聖天八極式に用いられたというロイドの発言から、ヴィンセント・グラムと共にグリンダ騎士団に回収されたと思われる。
名称はスペイン語で「夜明け」を意味する。またブリタニア側からはその外観から「赤マント」と呼ばれる一方、同一のフォルムと色から紅蓮弐式と誤解されることもある。
エストレヤ
サザーランドのコピー生産機をマドリードの星が独自改造した機体で、マドリードの星における主力量産機。頭部の形状や左肩の前後に装着された赤いマントからスペインの闘牛士を彷彿とするものとなっている。基本カラーは上半身が黒で下半身が白であるが、フェルナンド機は上半身が緑で、マリルローザ機は赤となっている。
『反逆のルルーシュ』劇場版第二弾ではE.U.正規軍でも運用されていることが判明し、同様に鹵獲されたグラスゴーやパンツァー・フンメルと共にランスロットと交戦している。
機体名はスペイン語で「星」を意味する。

### その他
アグラヴェイン
ウィザードの搭乗する機体。黒いカラーリングや機体の外見や特徴など、黒の騎士団に奪取されたガウェインに酷似しているが、両腕のハドロン砲など、実質的にはこの時点では運用されていないはずの制式量産機・ガレスに近い。また、一部の装甲と武装をパージすることで、近接戦特化形態に移行する機能も備えており、ブレイズルミナスによる強固な防御力も相まって遠近両方の戦闘に対応している。劇中ではオルフェウスとオルドリンに関わる事件に幾度となく介入し、その戦闘力で猛威を振るった。最終的にはオルフェウスが駆る烈火白炎との一対一の決闘で、七式統合兵装をフルに活用した連続攻撃で五体を切り刻まれ、大破した。
名称の由来はアーサー王物語に登場する円卓の騎士の1人にしてガウェインの弟アグラヴェイン。

紅蓮壱式（ぐれんいっしき）
インド軍区にて製造されていたKMFで、開発者はラクシャータ。
名称通り、黒の騎士団で運用されている紅蓮弐式のプロトタイプに当たる機体。高性能な機体で、運動性と機動性に優れてはいるが、弐式の代表的な武装であった輻射波動機構は装備されていない。

プライウェン
グラスゴーを競技用に改造した民間用KMF。外観こそ原型機のグラスゴーの面影を濃く残しているものの、軍用機には無い様々な装飾を施すことが可能となっている。性能面では機体出力を原型機より40%ダウンされ、機体強度も劣っているもののコントロールはパイロットの操縦に敏感に調整されており、機動性や運動性には優れる。
グリンダ騎士団とファイアーボールズの記念試合に際しては、オルドリンたちがそれぞれに武装を選択して搭乗した。

ムーサ
劇場版『復活のルルーシュ』に登場。競技用KMFプライウェンを元にした、ブレイズルミナスとフロートユニット搭載の試作機。本来は民間への技術転用機で、武装は全くないものの、短時間ならば敵弾の防御や飛行が可能となっている。
劇中では、ジルクスタン王国でロイドたちが脱出する際に用いられた。

朱厭（シュ・エン）
インド軍区が開発したXT-409神虎の量産試作機。原型機となった神虎が、とにかく極端なまでのハイスペックを追求され、開発したラクシャータ自身もそれに応える形で開発してしまったために、神虎は満足に操縦できるパイロットのいないモンスターマシンになってしまった。その反省点から、全体的にデチューンされているが、それでも性能面は各国の現用主力KMFに引けを取らないものになっている。また、パイロットのリーフォンが功夫の達人であることから、その技術を生かした俊敏な戦い方を可能としている。
外見は、有名な中国の伝記である「西遊記」に搭乗する孫悟空をイメージしたものになっており、武装も孫悟空の「如意金箍棒」を想起させた「電磁金箍棒」を装備している。また、神虎に装備されていた縄鏢型スラッシュハーケンも装備されているが、エネルギー消費や破壊力が高すぎるためか、天愕覇王荷電重粒子砲（天子砲）はオミットされている。
月下望型（げっかぼうがた）
月下のうち、日本国外の反ブリタニア勢力に向けて生産された機体。日本国内で黒の騎士団が使用した朔型との性能差は特にない。
鳴砂（なりすな）
月山玄信が損傷した自身の望型を、オルフェウスとの戦いで戦死した月山虎吉の望型のパーツで修復した機体。
荒草鳴砂（あれくさなりすな）
外部に流出したアレクサンダの試作機をラクシャータが改造したもので、入手時に欠損していた両腕を日本製KMF用のパーツ、月山の月下鳴砂の腕と武装（回転刃刀とバズーカ）を移植する形で完成させた。これによって原型機の持ち味である機動性をやや損ねる形になったものの、パワー面は向上した。

## 用語

### ブリタニア関連
グリンダ騎士団
「SIDE：オルドリン」で活躍。マリーベル・メル・ブリタニアが結成し、騎士団長を務める対テロリスト遊撃機甲部隊。カールレオン級の航空戦艦「グランベリー」を旗艦とし、結成時当初の乗組員は210名（充足時は315名）。戦場で戦う者は血を浴びる覚悟が必要というマリーベルの方針から、シンボルカラーは赤となっている。ブリタニア帝国の第2皇子であるシュナイゼルから特別目をかけられているためか、公衆に披露する観艦式が行われているなど、ブリタニア内でもプロパガンダ的な部隊として扱われることがある。名前の「グリンダ」は『オズの魔法使い』に登場する良い魔女グリンダと同じであり、騎士団の紋章にも箒に乗った魔女が描かれている。また、劇中でマリーベルが「地上に蔓延るテロリズムを鋼鉄の箒で薙ぎ払う」と発言している。
本来は対テロリスト部隊という表の顔に沿う形で、ユーロ・ブリタニアの監視のためにサンクトペテルブルクへ派兵される予定だったが、騎士団のメンバーたちの未熟さや戦争している自覚の足りなさなどから、うまく戦果が挙げられず、途中のベジャイア基地を陥落させたピースマークに所属する戦闘経験豊富のオルフェウスの駆る白炎に、完膚無きまでの敗退を迎えている。敗退後は補給と騎士の治療のため派兵を中止、本国に帰国した。その後はナイトオブラウンズ専用機の試作機などが優先的に提供され、本国での反シャルル主義者組織『タレイランの翼』によるテロ、中華連邦の反体制勢力による「紅巾党の乱」で着々と戦果を上げていく。
オルドリンとソキアの復帰後、ノネットの指揮下に入ったオルドリンたち四人が黒の騎士団鎮圧を口実にグランベリーごとマリーベルの元を離反し第二次トウキョウ決戦に参加、ナナリーを保護する。救出されたマリーカが再編入された後は暫くナイトオブラウンズと共にシュナイゼルの指揮下に入っていたが、シュナイゼルの行いに激高したノネットの意志により負傷したコーネリアの保護のみを行い、シュナイゼルの元を離反した。
ルルーシュの世界掌握後、ピースマークと一部のブリタニア騎士と共にスペインでダモクレスを警護する大グリンダ騎士団に強襲作戦を行い、事実上のグリンダ騎士団同士の戦いをした末に、大グリンダ騎士団を撃破する。
ゼロレクイエムの後には超合集国と黒の騎士団の自己監視と武装勢力の鎮圧のために存続し、シズと呼ばれる後進の女性騎士たちが確認されている。
大グリンダ騎士団
「O2」でマリーベルのエリア24総督の就任に伴い、発展したグリンダ騎士団。レオンハルトとティンクの二人は、大グリンダ騎士団の主力部隊である「グリンダ天空騎士団」、「グリンダ重装騎士団」の団長にそれぞれ就任しているが、度重なる軍拡と再編成の繰り返しによって一皇族・一総督が保有する戦力としてはあまりにも過大すぎる戦力にまで膨れ上がっており、一部の皇族たちからは危険視され、マリーベルが統治する「エリア24」で暮らす者たちからも完全に恐怖の象徴と見なされている。
ルルーシュの皇帝即位後にスペイン諸共ルルーシュの指揮下に入り、世界掌握後はダモクレスの警護を行っていた。ゼロレクイエム時に、グリンダ騎士団とピースマークの連合軍と交戦した末に、グリンダ騎士団によって撃破される。
リドール・ナイツ
マリーベルの「絶対服従」のギアスによって自我を奪われた女性騎士たちと、88機もの最新鋭KMF「ヴィンセント・グリンダ」で構成されたマリーベル直属部隊。団員たち全員はライアー（オルフェウス）と同様にギアス対策のバイザーを身につけている。その戦い方は、圧倒的な戦力に物を言わせた虐殺に等しいやり方で、敵を恐怖で威圧するために殺した仲間の無残な死体を晒し者にして見せ付けるなど、残忍非道な行いも厭わないマリーベルの負の内面そのものを体現したかのような凄惨さを見せている。完全に他の部隊を圧倒している戦力な上に、人道や倫理を完全に無視して結成された殺戮集団に等しいものであるためか、ヴィンセントが配備されていないにもかかわらず、そのパーツを大量保有していることに疑問視していたルキアーノの台詞からも、この部隊の存在自体はブリタニア軍はおろか、ライアーを除く大グリンダ騎士団内でも知れ渡っていないようである。
マリーベルがジェレミアのギアスキャンセラーを受けてからは、「リドールナイツ」による虐殺のみが行われる。多くのツーフォーが犠牲となった結果、筆頭騎士であるライアーだけでなく古株のレオンハルトとティンクも反旗を翻す事態を招く。
プルートーン
「SIDE：オルフェウス」に登場するブリタニアの特殊部隊。黒と紫のツートーン・カラーで塗装されたKMFを運用する。表向きはブリタニアの下級貴族である「ジヴォン家」の当主が中心となって、古くからブリタニア皇族のあらゆる汚れ役を引き受けてきた。オイアグロが率いる以前はオリヴィアがその部隊の指揮官であった。数年前にオルフェウスとエウリアの暮らしていた村を襲撃し、虐殺を行った部隊でもある。オルフェウスは、エウリアを死に追いやったプルートーンの指揮官であるオイアグロと、その四人の配下を探し続けている。
「O2」でも活動は続いているが、次第にオイアグロの影響を離れていき、最終的にはV.V.がオルフェウスとオルドリンを抹殺するために龍門石窟へ派遣するが、グリンダ騎士団とオルフェウスに返り討ちにされ、加えてオイアグロの離反が決定打となり壊滅した。
本作品と同じ時間軸が舞台のソーシャルゲーム『コードギアス戦渦の天秤』には、メインキャラとしてプルートーン部隊の隊長であるヴァール・ライオットが登場している。

### その他
ピースマーク
主に「SIDE : オルフェウス」で活躍するテロリスト派遣組織。組織に属するテロリストはチームを組んで行動するシステムで、劇中のオルフェウスはズィーやガナバティとチームを組み、ミス・エックスからのミッションを受けて行動することが多い。なお、組織自体は単なるテロ組織の類とは異なり、世界各地のテロ組織を含む様々な組織やE.U.のような反ブリタニア各国当局とも接触して、彼らからの依頼を受け入れる側面を持っていることから、反ブリタニア的な性質を持つものの、実質的には傭兵派遣会社に近い。
なお組織内では組織に持ち込まれる依頼内容を「ミッション」、依頼行為そのものを「オファー」、依頼者を「クライアント」と呼び、通常ミッションを遂行するオルフェウスのような者とクライアントが直接対面するのは稀で、通常はミス・エックスのような仲介人がミッションについて説明するのが常である。
ルルーシュの世界掌握後、コーネリアとノネットとミス・エックスが中心となったダモクレスへの強襲作戦でオルフェウスのチームがグリンダ騎士団と共にダモクレスへの強襲作戦を実行、これまで対立していたブリタニア軍との共同作戦というかつてないミッションを遂行した。
ウィキッド・セレモニー
マリーベルとウィザードことオイアグロが練った計画。大グリンダ騎士団を率いるマリーベルを恐怖の象徴とした後、オルドリンにマリーベルを討たせ、彼女を世界の争いの目を見張る番人とするのが全容。
ルルーシュの即位後、計画をより確実なものとするためにフレイヤを搭載したダモクレスの警護を行うことでよりマリーベルへの恐怖を高めることとなり、一連の戦闘は世界に報道された。最終的に真意に気付いたオルフェウスがギアスでオルドリンの姿を映し、共犯者としてマリーベルと共に姿を消した。
ゼロレクイエムの後には、世界はオルドリンをゼロとなったスザクと同じく英雄として迎え入れ、若干の狂いはあったが計画は完遂された。この計画の全容に気付いていたのはルルーシュのみであり、完遂寸前でオルフェウスが、完遂後にオルドリンも気付く。
ルルーシュはこの計画を自分のゼロレクイエムと重ね、彼女の意思を汲んでエルファバとダモクレスを提供することで協力した。また、マリーベルもルルーシュの真意に薄々感づいていた節が見られる。
オルフェウスとマリーベルの遺体は発見されておらず、行方を眩ましたままとなっていたが、上述の通り『奪還のロゼ』第3幕で登場し、ケープタウンに居住もしくは滞在していた。

## スタッフ
- 企画 - サンライズ
- 企画協力 - 谷口悟朗、大河内一楼
- 構成 - 森田繁
- キャラクターデザイン - 木村貴宏
- ナイトメアフレームデザイン - 中田栄治、アストレイズ他
- メカデザイン - 寺岡賢司
- 色彩設計 - 岩沢れい子
- 協力 - バンダイ コレクターズ事業部、ホビージャパン 月刊ホビージャパン編集部、角川書店 ニュータイプエース編集部

## 書籍情報
第一部コミックス（SIDE：オルドリン）
東條チカ 『コードギアス 双貌のオズ』 角川書店〈角川コミックス・エース〉、全5巻
1. 2012年8月8日発売 ISBN 978-4-04-120363-7
2. 2013年1月8日発売 ISBN 978-4-04-120485-6
3. 2013年7月6日発売 ISBN 978-4-04-120699-7 / 12、13、14話は統合
4. 2014年2月26日発売 ISBN 978-4-04-120980-6 / 15、16話は統合
5. 2014年9月26日発売 ISBN 978-4-04-101896-5 / 22、22.5話は統合

第一部フォトストーリー（SIDE：オルフェウス）
森田繁 『コードギアス 双貌のオズ』 ホビージャパン、全3巻
1. 2013年7月10日発売 ISBN 978-4-79-860635-4
2. 2014年2月26日発売 ISBN 978-4-79-860737-5 / ドラマCD付き特装版 ISBN 978-4-79-860738-2
3. 2014年9月26日発売 ISBN 978-4-79-860848-8

第二部コミックス（O2 SIDE：オルドリン）
東條チカ 『コードギアス 双貌のオズO2』 角川書店〈角川コミックス・エース〉、全5巻
1. 2015年4月25日発売 ISBN 978-4-04-102866-7
2. 2015年4月25日発売 ISBN 978-4-04-102867-4
3. 2016年1月26日発売 ISBN 978-4-04-103772-0
4. 2016年1月26日発売 ISBN 978-4-04-103773-7
5. 2016年5月26日発売 ISBN 978-4-04-104262-5 / エピローグを収録

第二部フォトストーリー（12話までO2 SIDE：ライアー、13話からO2 SIDE：オルフェウス）
森田繁 『コードギアス 双貌のオズO2』 ホビージャパン、全2巻
1. 2015年4月25日発売 ISBN 978-4-79-861006-1
2. 2016年5月26日発売 ISBN 978-4-79-861230-0

### 書誌情報出典
1. ↑  “コードギアス 双貌のオズ (1): コミック&アニメ: 東條チカ”. 2014年12月19日閲覧。
2. ↑  “コードギアス 双貌のオズ (2): コミック&アニメ: 東條チカ”. 2014年12月19日閲覧。
3. ↑  “コードギアス 双貌のオズ (3): コミック&アニメ: 東條チカ”. 2014年12月19日閲覧。
4. ↑  “コードギアス 双貌のオズ (4): コミック&アニメ: 東條チカ”. 2014年12月19日閲覧。
5. ↑  “コードギアス 双貌のオズ (5): コミック&アニメ: 東條チカ”. 2014年12月19日閲覧。
6. ↑  “コードギアス 双貌のオズ 1 - 株式会社ホビージャパン”. 2016年3月8日閲覧。
7. ↑  “コードギアス 双貌のオズ②【通常版】 - 株式会社ホビージャパン”. 2016年3月8日閲覧。
8. ↑  “コードギアス 双貌のオズ3 - 株式会社ホビージャパン”. 2016年3月8日閲覧。
9. ↑  “コードギアス 双貌のオズO2 (1): コミック&アニメ: 東條チカ”. 2015年4月14日閲覧。
10. ↑  “コードギアス 双貌のオズO2 (2): コミック&アニメ: 東條チカ”. 2015年4月14日閲覧。
11. ↑  “コードギアス 双貌のオズO2 (3): コミック&アニメ: 東條チカ”. 2016年1月6日閲覧。
12. ↑  “コードギアス 双貌のオズO2 (4): コミック&アニメ: 東條チカ”. 2016年1月6日閲覧。
13. ↑  “コードギアス 双貌のオズO2 (5) 【完】: コミック&アニメ: 東條チカ”. 2016年4月20日閲覧。
14. ↑  “コードギアス 双貌のオズＯ2(オーツー)① - 株式会社ホビージャパン”. 2016年3月8日閲覧。
15. ↑  “コードギアス 双貌のオズO2(オーツー)② - 株式会社ホビージャパン”. 2016年4月20日閲覧。